# Driekoningen
Driekoningen, Epifanie of Openbaring van de Heer (Solemnitas Epiphaniae Domini in het Latijn) is een christelijke feestdag die elk jaar op 6 januari (of op de eerste zondag na 1 januari - zie hierna) wordt gevierd en waarop men de Bijbelse gebeurtenis (Matt. 2:1-18) herdenkt van de wijzen uit het oosten die een opgaande ster zagen en daarop de koning der Joden gingen zoeken. Ze kwamen in Bethlehem en vonden daar Jezus, de pasgeboren koning der Joden. Waarschijnlijk wordt hier gezinspeeld op het visioen van Bileam, de ziener in Moab die een ster uit Jacob zag opkomen (Numeri 24:17).
De drie wijzen kregen namen. In het Grieks waren dat Apellius, Amerius en Damascus, in het Hebreeuws Galgalat, Malgalat en Sarathin, maar ze zijn bekend geworden onder hun gelatiniseerde Perzische namen Caspar, Melchior en Balthasar. Ze zouden respectievelijk 20, 40 en 60 jaar oud zijn geweest; getallen die de levenstijdperken van de volwassene symboliseren.
In de katholieke liturgie in België en Nederland wordt het hoogfeest van de Openbaring van de Heer op de eerste zondag na 1 januari gevierd. In veel Zuid-Europese landen is Driekoningen een vrije dag en wordt Driekoningen op de dag zelf gevierd. De Openbaring van de Heer is het eerste van drie feesten, samen met de doop van de Heer en de opdracht van de Heer in de tempel (2 februari), die thuishoren in de kerstcyclus, de tijd van Jezus' kindertijd en jonge jaren.
De zogenaamde relikwieën van de Drie Koningen worden in een reliekschrijn bewaard in de dom van Keulen.

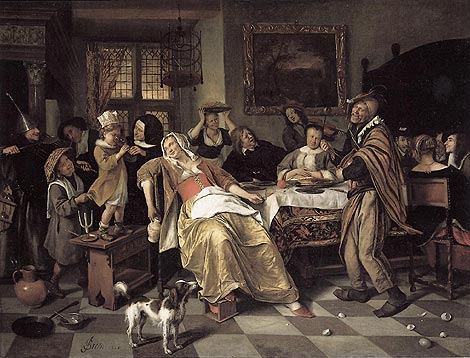
Het Driekoningenfeest, Jan Steen
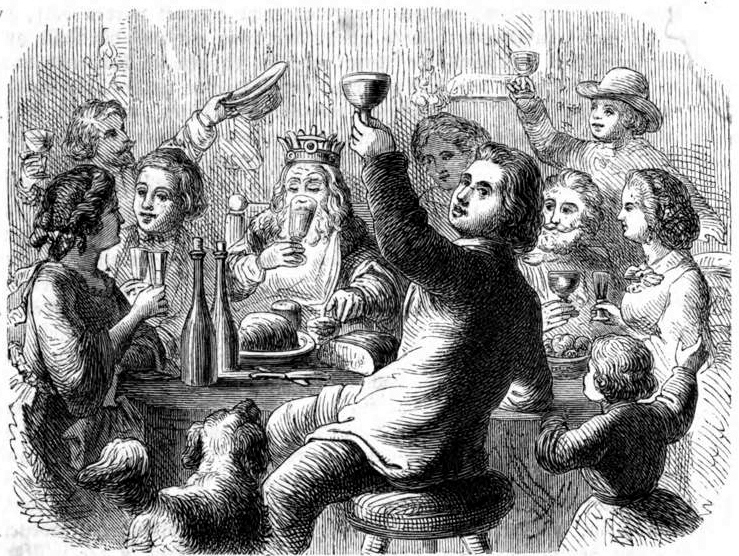
De koning drinkt, Das festliche Jahr in Sitten, Gebräuchen und Festen der germanischen Völker, 1863

## Oorsprong
Het feest ontstond in de vierde eeuw in het oosters christendom en was oorspronkelijk bedoeld om de verschijning van de vleesgeworden Zoon van God op aarde te vieren (ἐπιφάνεια, epiphaneia is Grieks voor 'verschijning'). Daarbij werden de tekenen van Jezus' goddelijkheid herdacht: de geboorte uit de maagd Maria, het bezoek en de aanbidding door de wijzen uit het oosten, gebeurtenissen uit Jezus' jeugd en de doop van Jezus door Johannes de Doper.
De oudst bekende literaire verwijzing naar het feest komt voor bij Clemens van Alexandrië (ca. 150 -ca. 215) in zijn werk Stromateis.  Hij beschrijft dan een aantal gewoonten van volgelingen van Basilides. Deze zouden het feest van het doopsel van Jezus vieren. Zij zeggen dat dit plaatsvond in het 15e jaar van de keizer Tiberius, op de 15e van de maand Tybi; anderen zeggen dat dit gebeurde op de 11e van dezelfde maand. De 11e van de maand Tybi is het equivalent van 6 januari in de juliaanse kalender.
De Kerk van de Latijnse ritus vierde de geboorte van Jezus echter steeds op 25 december. Met de overname van het feest van de epifanie op 6 januari door de Latijnse Kerk werd daarom alleen de aanbidding der wijzen herdacht, waarmee de bekendmaking van Christus aan de wereld wordt gevierd.
In de volgende Europese landen is het een officiële feestdag: Andorra, Cyprus, Duitsland (enkele deelstaten), Finland, Griekenland, Italië, Kroatië, Liechtenstein, Oostenrijk, Polen, Slovakije, Spanje, Zweden en Zwitserland (enkele kantons).
In de landen waar het geen vrije dag is, wordt het meestal de zondag het dichtst tegen 6 januari gevierd.

## Van wijzen tot drie koningen

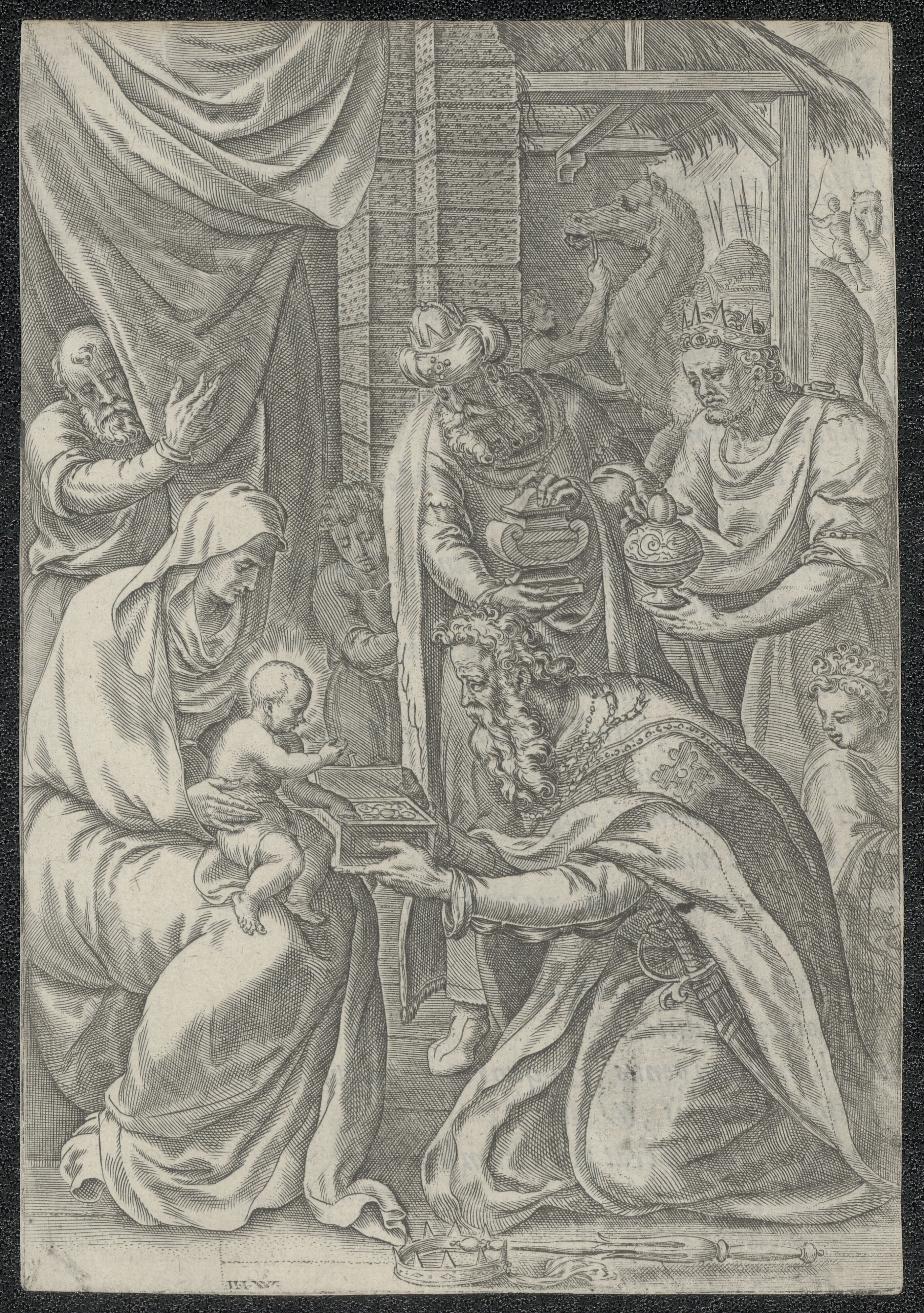
Prent van de Driekoningen op bezoek bij de kleine Jezus Christus.

Matteüs 2:1-18 vertelt van de wijzen ('μαγοι') die het Kerstkind kwamen bezoeken, maar hun aantal wordt niet genoemd. In de latere kerstverhalen (reeds bij Origenes in de 3e eeuw) zijn er drie van gemaakt, wellicht omdat de wijzen drie geschenken aanbieden: Goud, wierook en mirre. De Nieuwe Bijbelvertaling spreekt van magiërs in plaats van wijzen.
De wijzen of magiërs (mogelijk betreft het hier Perzisch-Babylonische astronomen, astrologen en natuurwetenschappers) zijn in de volksverhalen en bij Tertullianus koningen geworden omdat de tekst van Matteüs doet denken aan Jesaja 60,3.6: "Volkeren komen naar uw licht, koningen naar de glans van uw dageraad. … Een vloed van kamelen zal u overdekken, dromedarissen van Midjan en Efa; alle bewoners komen uit Seba, met goud en wierook beladen." Onder invloed van deze tekst (en van Psalm 72:10, "(Mogen) de koningen van Tarsis en de kustlanden hem geschenken brengen, / de koningen van Scheba en Seba hem schatting offeren."; ‘hem’ = de koningszoon) zijn de wijzen koningen geworden, die reisden per kameel.
Op de oudste voorstellingen zijn ze nog vaak wijzen/magiërs. Bijvoorbeeld op een sarcofaag uit de 4e eeuw. In de Basiliek van Sant'Apollinare Nuovo in Ravenna is ook een van de oudste afbeeldingen van de drie wijzen/koningen te vinden (mozaïek uit de 6e eeuw). Hier staan de drie met de namen Caspar, Melchior en Balthasar afgebeeld, hoewel deze namen een latere toevoeging zijn uit minimaal de 8e eeuw. Ze zijn in beide voorstellingen wijzen of magiërs, herkenbaar aan hun Frygische muts en kamelen (op de sarcofaag). In de protestantse versie van het kerstlied Nu zijt wellekome wordt ook van wijzen gesproken. Vanaf de 9e en 10e eeuw zien we ze in de kunst vaker verschijnen als koningen. Deze koningen werden daarmee een metafoor voor het idee dat heersers van alle volken zich onderwierpen aan Jezus en het christendom.

## Middeleeuwse legende en cultus
De legende rond de drie wijzen ontwikkelde zich aanvankelijk in het oosterse christendom. Een onbekende volgeling van Arrianus verzon in de 6e-eeuwse Scriptura Seth een achtergrond die hen situeerde op de Victoriaalberg. Na de opstanding van Christus kwam de apostel Thomas prediken in hun streek. Ze lieten zich dopen en sloten zich bij hem aan. Deze tekst werd als Opus imperfectum in Matthaeum toegeschreven aan Johannes Chrysostomus en had in de middeleeuwen veel invloed. Minstens even bepalend was de Syrische schattengrot, een apocrief geschrift van rond het jaar 600, dat in de middeleeuwen werd toegeschreven aan Efrem de Syriër. De westerse traditie borduurde hierop voort. In de Excerptiones patrum, waarvan Beda de auteur werd gewaand, vinden we een beschrijving van het uiterlijk van de magiërs:
De magiërs hebben geschenken aan de Heer gebracht. De eerste moet Melchior zijn geweest, een oud man met lang, grijs haar en een lange baard, gekleed in een purperrode tunica met korte, groene mantel en purperrode schoenen, met wit doorwerkt. Op zijn hoofd droeg hij een Frygische muts, vervaardigd uit stof van verschillende kleuren. Goud offerde hij aan de Koning als zijn Heer. De tweede heette Caspar, een baardeloze jongeling, met rood haar, gekleed in een groene tunica, een rode, korte mantel en purperrode schoenen. Hij eerde God met wierook als een gave, die voor Hem paste. De derde met donkere haren en een volle baard, heette Balthasar. Hij droeg een rode tunica, met een witte, korte mantel en groene schoenen: door de mirre erkende hij de toekomstige dood van de zoon der mensen. Al hun kledingstukken bestonden uit zijde.
In de 11e eeuw ontstond het driekoningenspel. Dat was een vorm van geestelijk drama dat op 6 januari in de kerk werd opgevoerd als voorspel van de mis en waarin het bezoek van de drie koningen aan de kribbe van Christus en het aanbieden van geschenken pantomimisch werd uitgebeeld. In de 12e eeuw nam Petrus Comestor het verhaal van de drie koningen op in zijn Historia scholastica (ca. 1168-1176) en vervolgens Vincent van Beauvais in zijn Speculum historiale (1256). Dit waren de twee bronnen die Jacob van Maerlant gebruikte om het driekoningenverhaal te introduceren in de Nederlandse literatuur. Nog in de 13e eeuw was de Legenda Sanctorum van Jacobus de Voragine instrumenteel in het verbreiden van het verhaal van de drie koningen. De bekendste en meest gedetailleerde versie was de Historia trium regum, geschreven rond 1370 door de karmeliet Johannes de Hildesheim. Dit verhaal weidde uit over de reizen van de drie koningen en werd onder meer in het Middelnederlands vertaald.
De kruistochten, die interesse voor al wat oosters was teweegbrachten, waren een keerpunt voor de verering van de drie koningen. Dankzij hun bijbelse legitimiteit begonnen ze Pape Jan te overvleugelen. Hun verhaal werd met nieuwe elementen verrijkt en men begon tot hen te bidden. In 1158 vond men de vermeende lichamen van de drie koningen in een oude sarcofaag in het kerkje Sant'Eustorgio bij Milaan. Ze werden binnen de stadsmuren gebracht, wat niet verhinderde dat keizer Frederik Barbarossa op 8 september van dat jaar Milaan innam. De stad viel definitief op 1 maart 1162. Barbarossa droeg de relikwieën van de Drie Koningen op 11 juni 1164 over aan zijn kanselier, de Keulse keurvorst-aartsbisschop Reinald van Dassel, die ze op 23 juli 1164 bijzette in de Sint-Petrusdom. Om te verklaren hoe de relieken in Milaan waren geraakt, werd een translatie van het Oosten naar Constantinopel en van Constantinopel naar Milaan bedacht. Het oudste werk met deze elementen is de Vita beati Eustorgii confessoris uit de jaren 1158-1164. Dankzij de relieken werd Keulen een van de belangrijkste pelgrimssteden van de middeleeuwen, naast Jeruzalem, Constantinopel, Santiago de Compostela, Rome en Aken. De pelgrimstekens en driekoningenbriefjes verspreidden zich over Europa. De drie koningen werden geacht te beschermen tegen gevaren onderweg en tegen vallende ziekte. 
Op 6 januari 1200 liet keizer Otto IV drie gouden kronen en een kostbaar front voor het reliekschrijn maken. Mogelijk onder invloed van zijn huwelijk in 1214 met Maria van Brabant verspreidde de cultus zich als eerste naar het hertogdom Brabant: hertog Jan I stichtte op 2 februari 1290 in de Brusselse Sint-Goedelekerk een driekoningenkapel als dank voor zijn overwinning in de slag bij Woeringen. In de late middeleeuwen werd Brabant door Holland en Zeeland voorbijgestoken als de belangrijkste bedevaartsbestemming na Keulen.

## Tradities

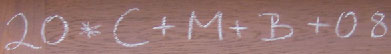
Huiszegen (2008)

### Huiszegen (Christus Mansionem Benedicat)

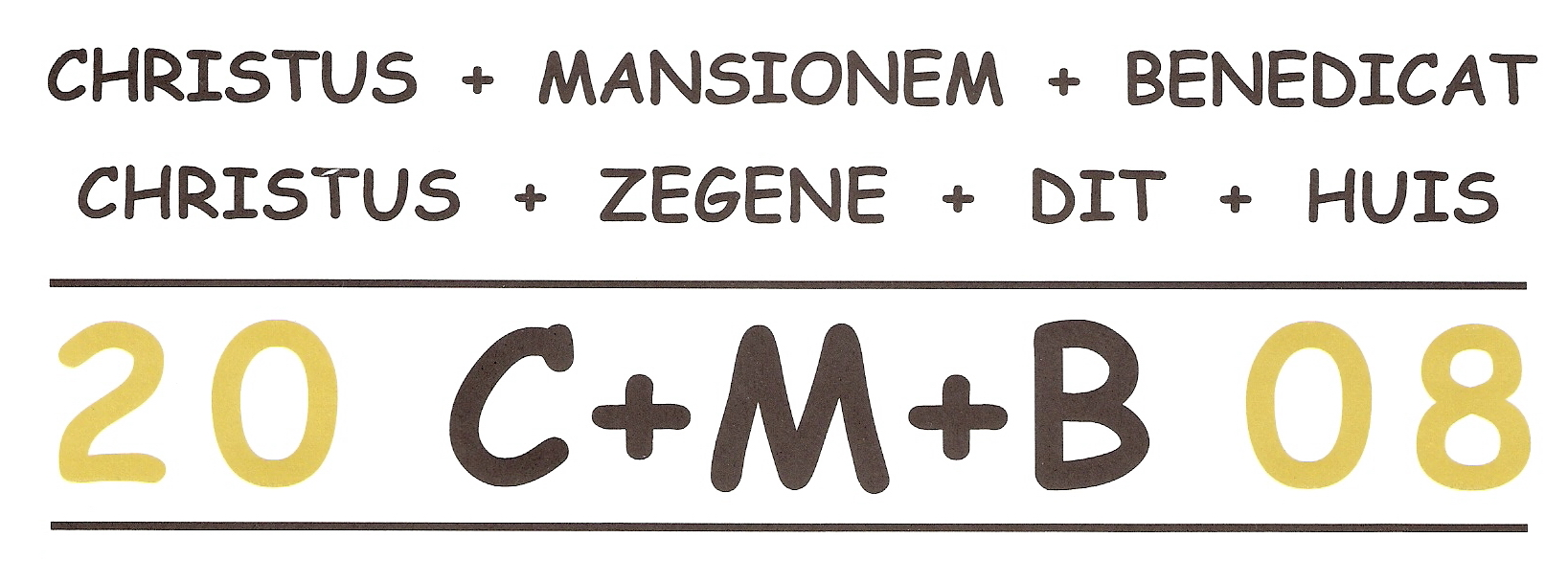
Christus Mansionem Benedicat

De letters C+M+B staan voor de Latijnse zegenspreuk Christus Mansionem Benedicat, dat betekent "Christus zegene dit huis".
Driekoningen was vroeger – net zoals Pasen – traditioneel een doopdag. Ter herinnering aan de doop vindt met Driekoningen de wijding van het water plaats. Die dag wordt er ook krijt gezegend door de priester. Met het wijwater kunnen huizen worden gezegend. Bij deze huiszegen schrijft men in vele landen met het gezegende krijt de letters "C+M+B" op de deur, waarbij men hoopt alle kwaad op afstand te kunnen houden. Dit blijft dan tot Pinksteren (of langer) op of naast de deur staan.
De letters verwijzen ook naar de initialen van Caspar, Melchior en Balthasar, de drie wijzen uit het oosten, die mede achtergrond geven aan dit gebruik. Zij zijn de eerste niet-Joden ('heidenen') aan wie Christus zich heeft geopenbaard. De gebruikelijke vorm is xx+C+M+B+yy, waarin voor 'xx' de eerste twee cijfers van het jaartal worden ingevuld en voor 'yy' de laatste twee cijfers. In 2008 staat er dan bijvoorbeeld: "20+C+M+B+08". De '+' staat voor een kruisteken.
In Nederland worden met Driekoningen door parochies vaak langwerpige kaarten uitgedeeld met deze letters erop (ter grootte van een derde van een A4'tje), die vervolgens in de hal of de huiskamer worden opgehangen.

### Driekoningenwater
Het wijwater dat wordt gewijd tijdens de vigilie op de avond voor Driekoningen wordt driekoningenwater genoemd. Het wordt gezien als het meest krachtige wijwater. In Midden- en Oost-Europa wordt het gebruikt om alle ziekten te weren voor mens en dier, en om duivelse invloeden te neutraliseren.
In de buitengewone Latijnse ritus van de katholieke Kerk is de liturgie als volgt opgebouwd: na de Litanie van alle Heiligen bidt de priester de overwinningspsalmen 28, 45 en 146. Vervolgens het zogenaamde Exorcisme van de Heilige Michael en dan een Benedictus en een Magnificat. Na verdere zegeningen van zout en water wordt de wijding besloten met een Te Deum.
LITURGIE:
Op het hoogfeest van de Openbaring des Heren zal na de voorlezing van het evangelie door de diaken de afkondiging gebeuren van de komende belangrijke vieringen: Begin van de Veertigdagentijd, Pasen, Hemelvaart, Pinksteren, eerste communie, heilig vormsel, Sacramentsdag, het begin van de volgende Advent.

## Gebruiken in verschillende landen
Driekoningen wordt zowel door protestanten als katholieken gevierd. Willem Barentsz vierde het tijdens de overwintering op Nova Zembla.

### Nederland

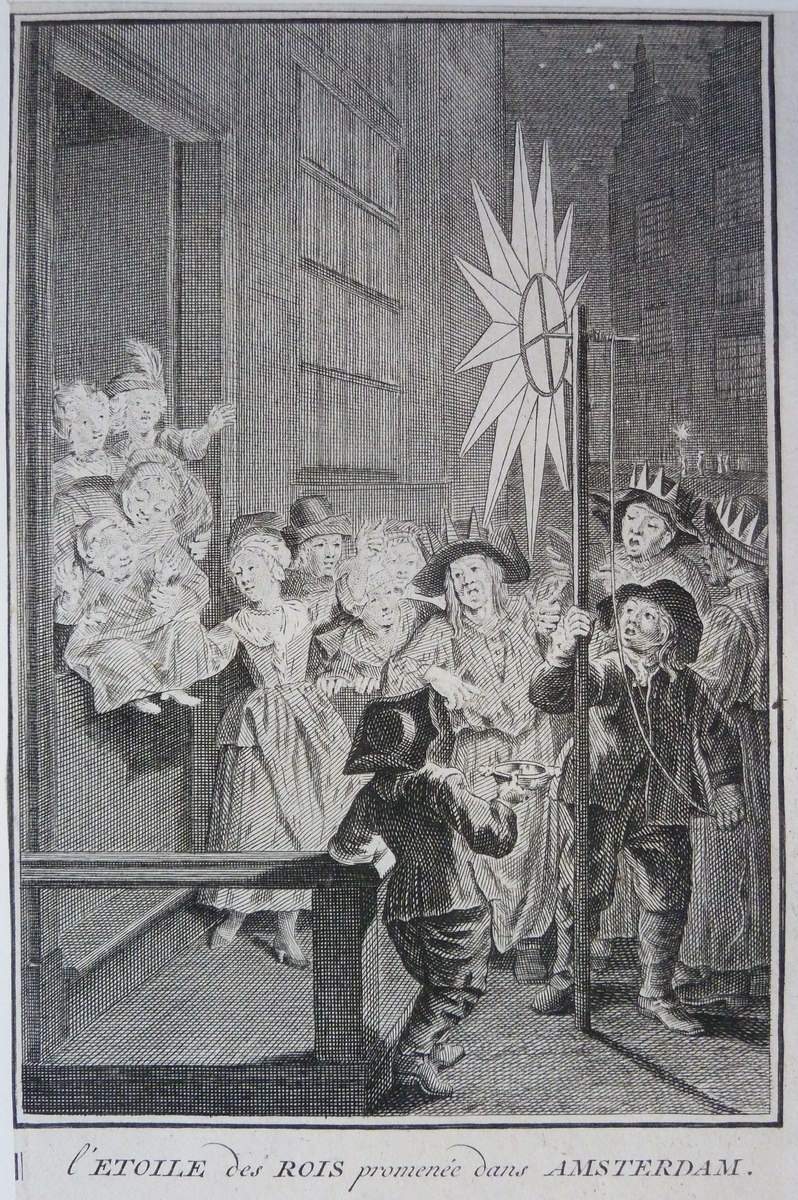
Met een ster op een stok zingend langs de huizen gaan. Van oorsprong zouden koorknapen dat hebben gedaan om geld en voedsel in te zamelen voor de armen. Driekoningen was een liefdadigheidsfeest. Vanaf de 17e eeuw nam het ‘gewone volk’ de ster zelf ter hand. Met vrijpostige liedjes scharrelden kinderen én volwassenen een feestmaaltijd bij elkaar. In Amsterdam verdwenen ‘sterrenzangers’ aan het begin van de 19e eeuw. Afbeelding van Bernard Picart uit 1732, Museum Catharijneconvent

In sommige delen van Nederland lopen kinderen de avond voor Driekoningen in groepjes van drie verkleed met een kroon langs de deuren; een van hen heeft een zwart gemaakt gezicht. Ze dragen daarbij lampionnen en zingen. Een bekend liedje luidt:
Drie koooningen, drie koooningen,

geef mij nen nieuwen (h)oed.

Mijnen ouwen is verslee-eeten,

mijn moeder mag 't nie wee-eeten.

Mijn vader heeft het geld,

op de toonbank neergeteld.
Oorspronkelijk luidde de laatste zin: "op de [russel] rooster geteld." Op de rooster tellen betekent hier: geen geld hebben of geen kunnen bijhouden. Deze versie wordt in Vlaanderen nog altijd gezongen.
De laatste twee regels luiden ook wel: "Mijn vader heeft geen geld, is dat niet slecht gesteld?"
Als beloning voor het zingen krijgen ze eten, snoepgoed en geld. De lampionnen zijn een overblijfsel van een oude heidense gewoonte, waarin men fakkels droeg om boze geesten te verjagen. Het snoep dat wordt uitgedeeld, stamt van heidense offermalen. De Germanen mochten in de twaalf nachten van de nieuwjaarsfeesten geen peulvruchten (hun hoofdvoedsel) eten en de 'heilige boon' betekende het einde van die vastenperiode.
In huis werd Driekoningen met eten, drank en gezang gevierd. Jan Steen heeft dit weergegeven in het schilderij Het Driekoningenfeest. Bekend is het koningsbrood of de koningentaart die men bakt; er wordt een bruine boon of muntstuk in verstopt en degene die hem vindt is die dag "koning(in)". Een gebruik is dat degene die de koning is, die dag de baas in huis mag zijn. De boon in de koek is ook afgeleid van heidense gebruiken.
Ook kende men de koningsbrief, zowel in huiselijke kring als op een groot officieel feest. Men kon in een ton papiertjes grabbelen en degene die de koningsbrief trok, werd door iedereen getrakteerd en was de baas. Tevens werden er brieven getrokken voor de functie van raadsheer, rentmeester, secretaris, zanger, speelman, kok, portier, schenker en zot en zottin. Volgens een legende hoorde koning Frans I van Frankrijk in 1521 voor het eerst over zo'n koningsbrief, hij verklaarde de 'koning' de oorlog en ging erheen, maar werd ontvangen met sneeuwballen, appels en eieren. Een dronken man gooide zelfs met een stuk brandend hout, maar koning Frans zag in hoe hij zich voor gek had gezet en weigerde de man te vervolgen.
Vroeger was het een algemeen gebruik om de kerstboom te laten staan tot Driekoningen. Volgens de overlevering zou het weghalen van de boom vóór Driekoningen, ongeluk brengen. Tegenwoordig worden de meeste kerstbomen echter al voor Driekoningen afgetuigd.
Vroeger was het ook een gebruik om de figuurtjes van Driekoningen niet meteen in de kerststal te zetten, maar pas op 6 januari, met Driekoningen. De figuurtjes werden elke dag een stapje dichter naar de kerststal gezet, ze waren immers nog 'onderweg' en zouden pas op 6 januari de stal bereiken.
Bij kerken of in het kerkportaal werd rond Driekoningen een toneelstuk opgevoerd met Maria, Jozef, het kindje Jezus, de ezel, de os, Herodes en de Drie Wijzen. In protestantse gebieden gebeurde dit ook binnen in de kerk.

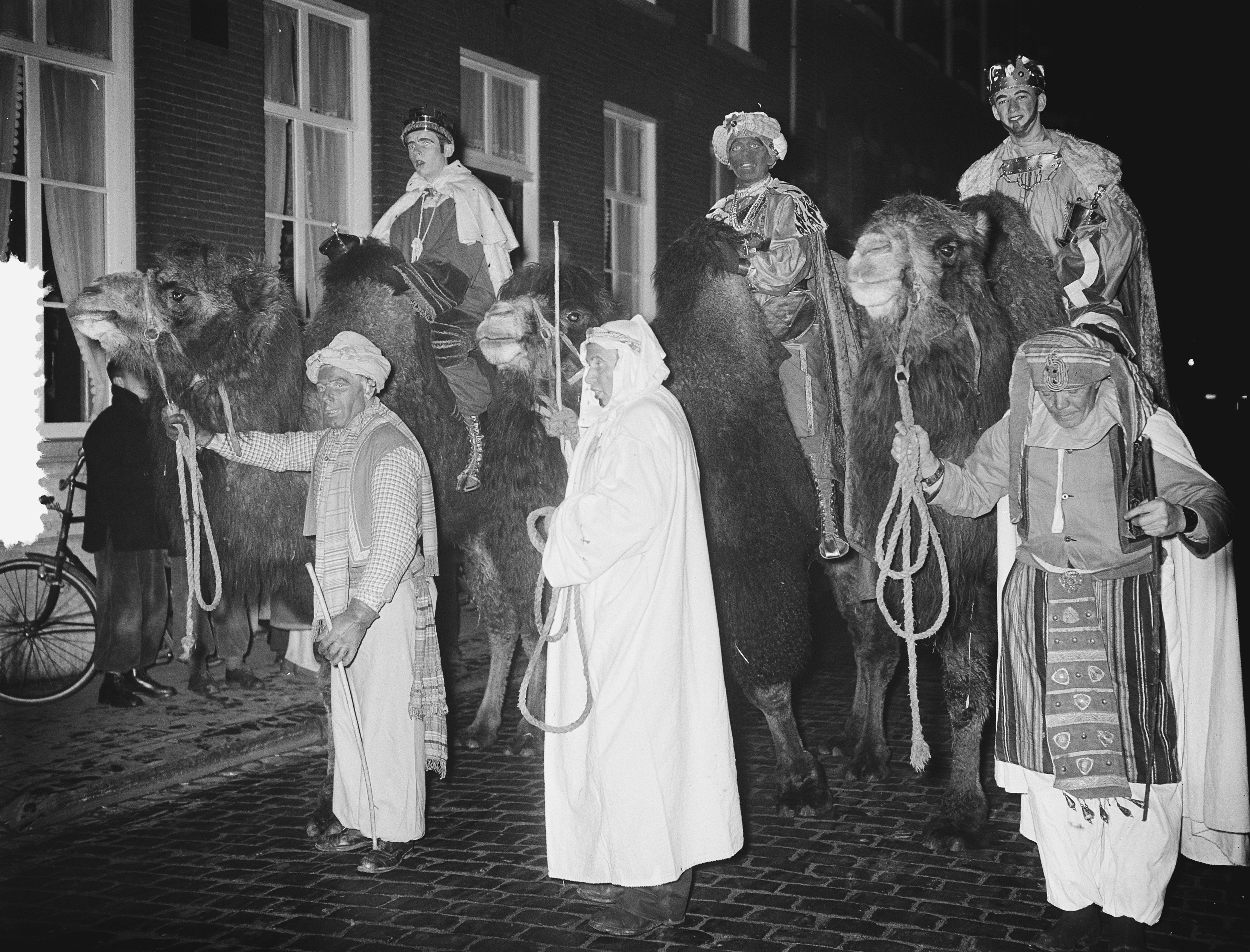
Driekoningenoptocht op kamelen door Eindhoven, 5 januari 1955

In Maastricht (georganiseerd door de parochie van Onze Lieve Vrouw Sterre der Zee) en 's-Hertogenbosch (door stichting Driekoningen 's-Hertogenbosch) trekken jaarlijks levende driekoningenstoeten door de binnenstad. Geheel gekostumeerd trekken de koningen op kamelen en paarden door de stad. In de stoet lopen ook herders met ezels en schapen en uiteraard Maria en Jozef met het kindje Jezus mee. Kinderen (al dan niet verkleed) worden uitgenodigd om met lampionnen mee te lopen. Afsluitend is er een dienst in de basiliek waarbij de Koningen hun gaven aanbieden aan het kindje Jezus en er traditionele Driekoningengezangen gezongen worden.
In 's-Hertogenbosch werd hieraan in 2015 een nieuwe traditie toegevoegd: het vierde geschenk. Kinderen konden speelgoed dat er nog als nieuw uitzag meenemen, om te worden verzameld in de Sint-Janskathedraal en te worden geschonken aan kinderen die het minder breed hadden.
In onder andere Enkhuizen kende men de driekoningenster. Een kwetsbaar object van papier en hout waar op Driekoningen mee langs de huizen werd gelopen. Met de ster op de stok zong de drager een lied en haalde hij kleine bedragen op. Het Zuiderzeemuseum bezit opnames van liederen, ooggetuigenverslagen, foto's van de eigenaar in actie en twee sterren, waarvan er een in oude luister is hersteld.
In deze 21ste eeuw wordt de traditie van Driekoningen in Nederland als verloren gegaan beschouwd. In Maastricht, 's-Hertogenbosch, Tilburg en Lierop leeft de traditie echter nog voort. In 2012 werd het Brabantse Driekoningzingen aan de Inventaris Immaterieel Cultureel Erfgoed Nederland toegevoegd. Daarnaast zet de Heemkundekring Tilborch zich ervoor in het feest levend te houden. Volgens Ineke Strouken, directeur van het Nederlands Centrum voor Volkscultuur over Drie Koningen als immaterieel erfgoed: 'Het is dynamisch erfgoed dat ruimte moet krijgen om met de tijd mee te groeien en nieuwe betekenissen te krijgen.'

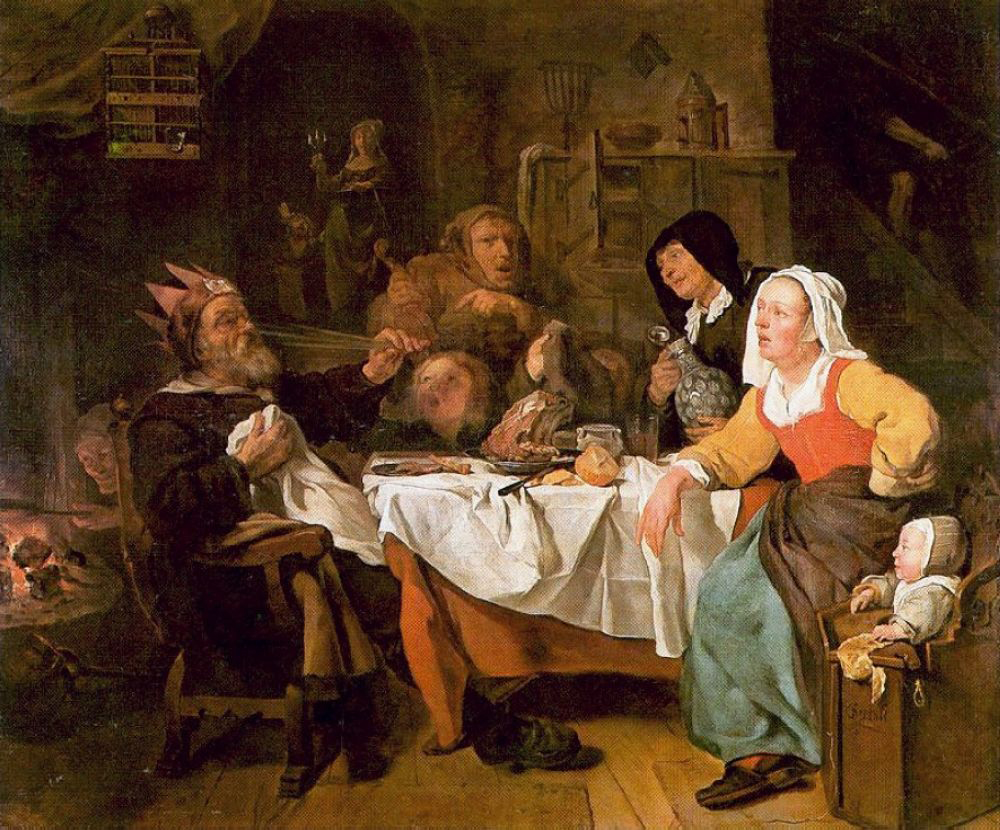
Driekoningenfeest, Gabriël Metsu, Gabriël Metsu, Gabriël Metsu, ca. 1650-1655
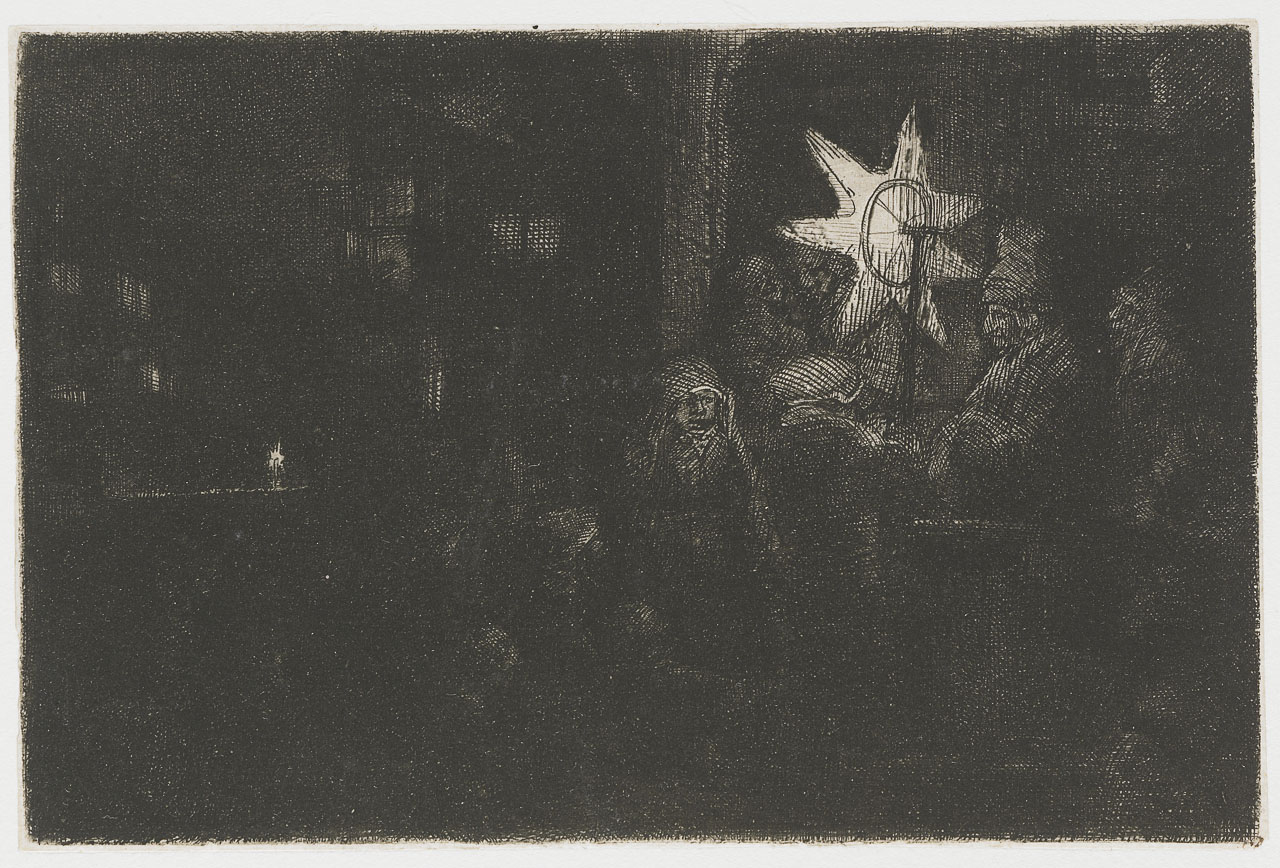
Driekoningen: een nachtstuk, Rembrand, tussen 1649 en 1653 (Rijksmuseum en een andere versie in het Saint Louis Art Museum
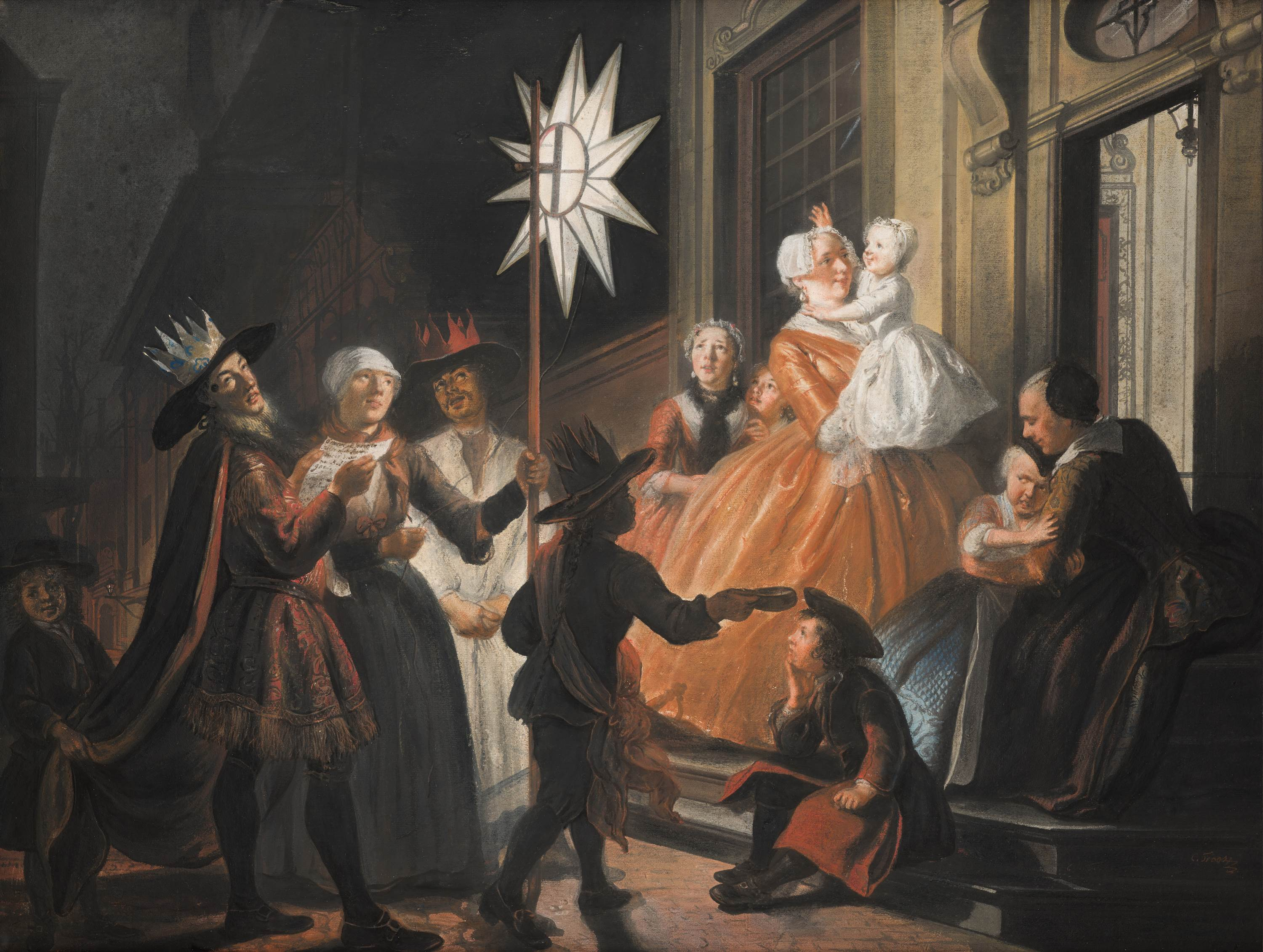
het zingen bij de ster op Driekoningen. Cornelis Troost, ca. 1740
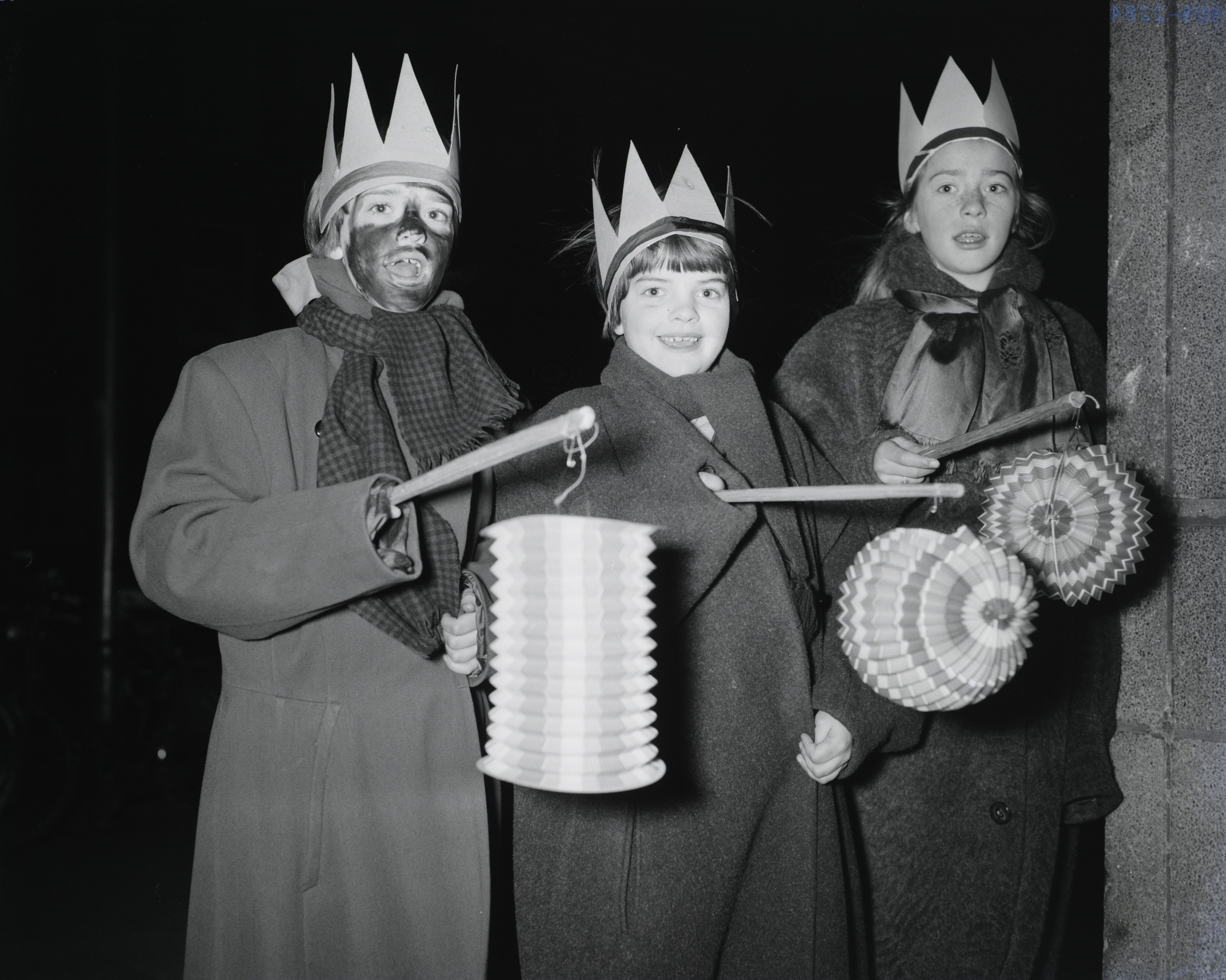
Kinderen met lampions in Amsterdam, 6 januari 1958
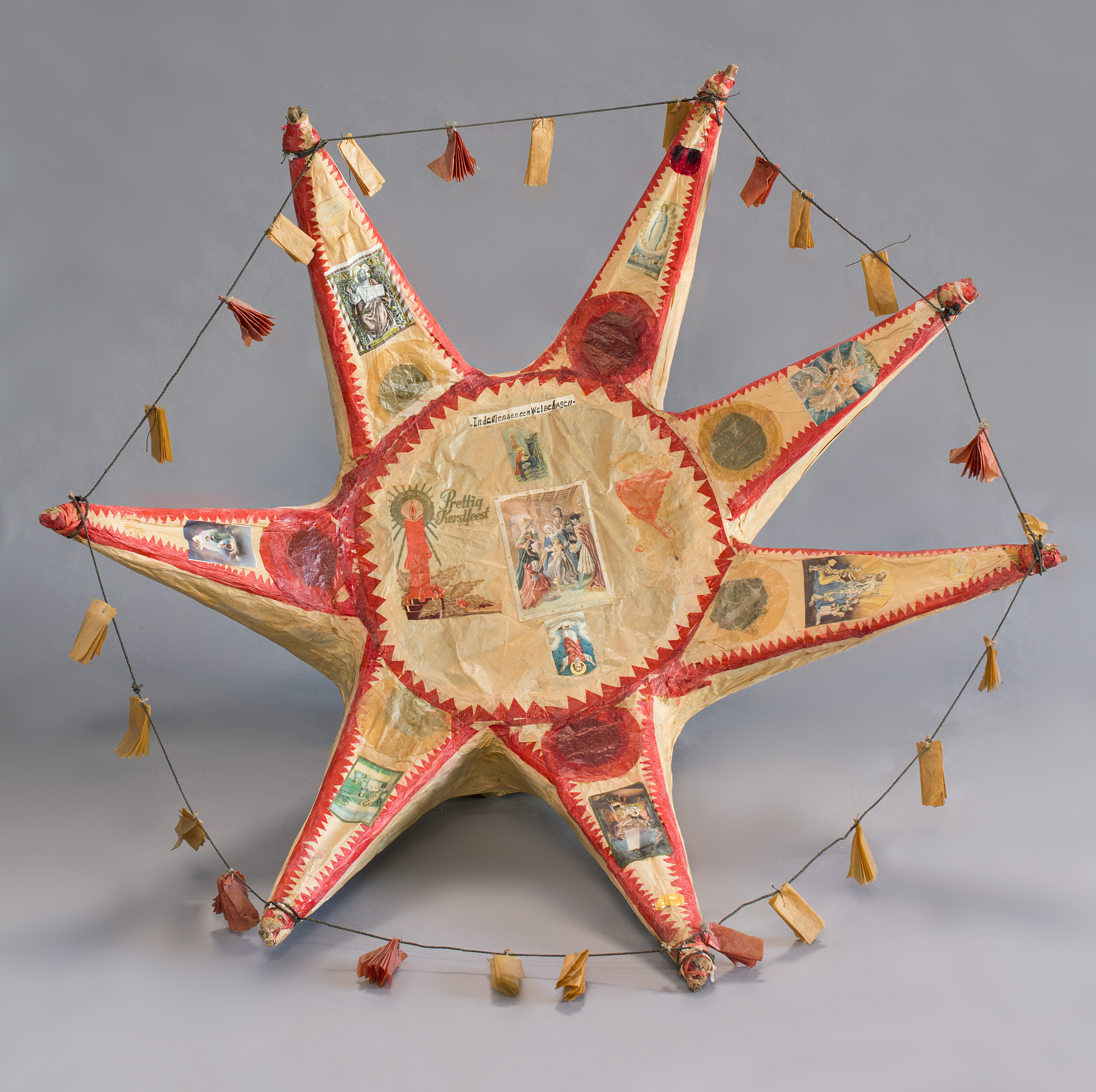
Driekoningenster uit de collectie van het Zuiderzeemuseum
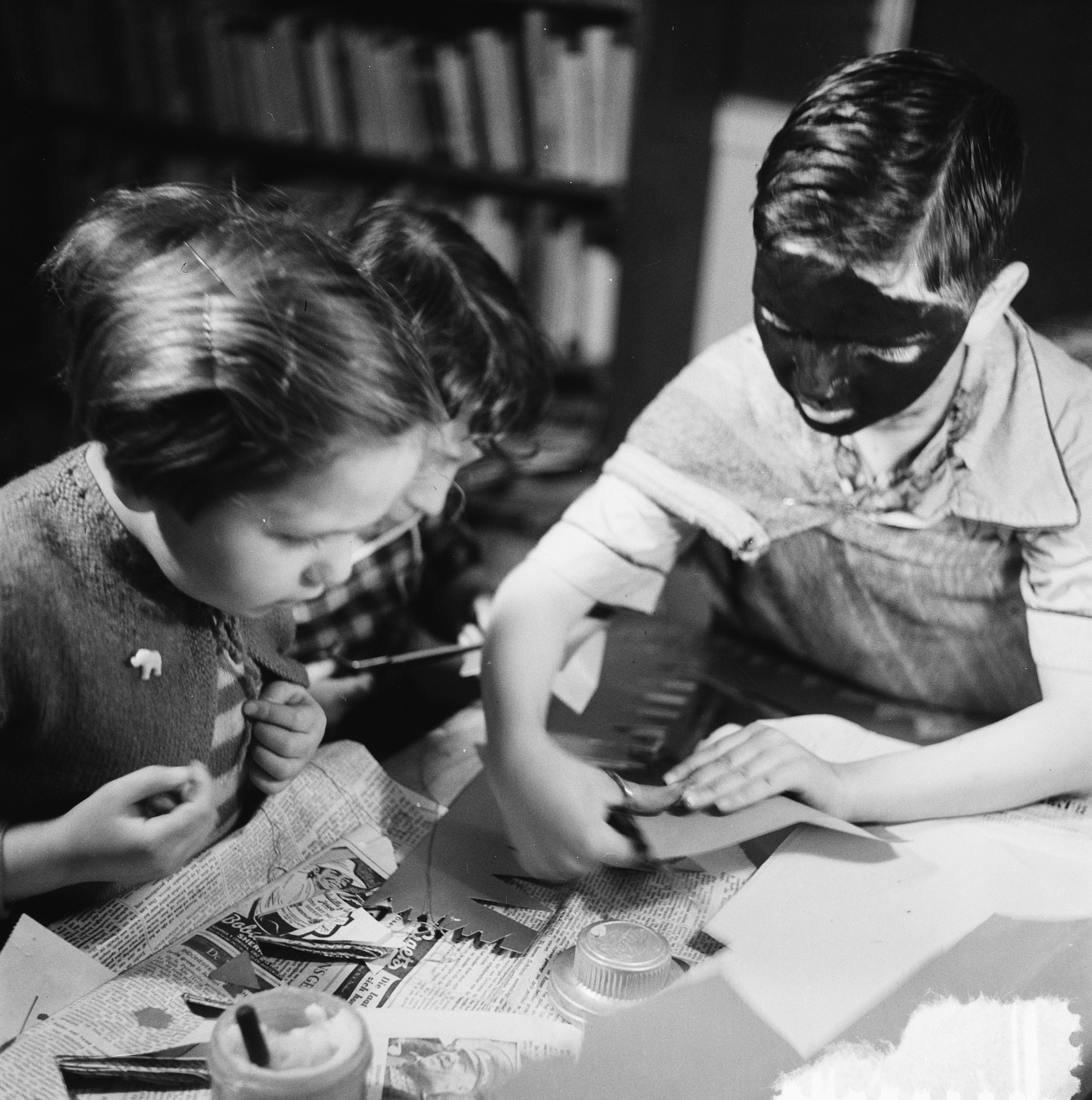
Voorbereiding voor Driekoningen, 1953
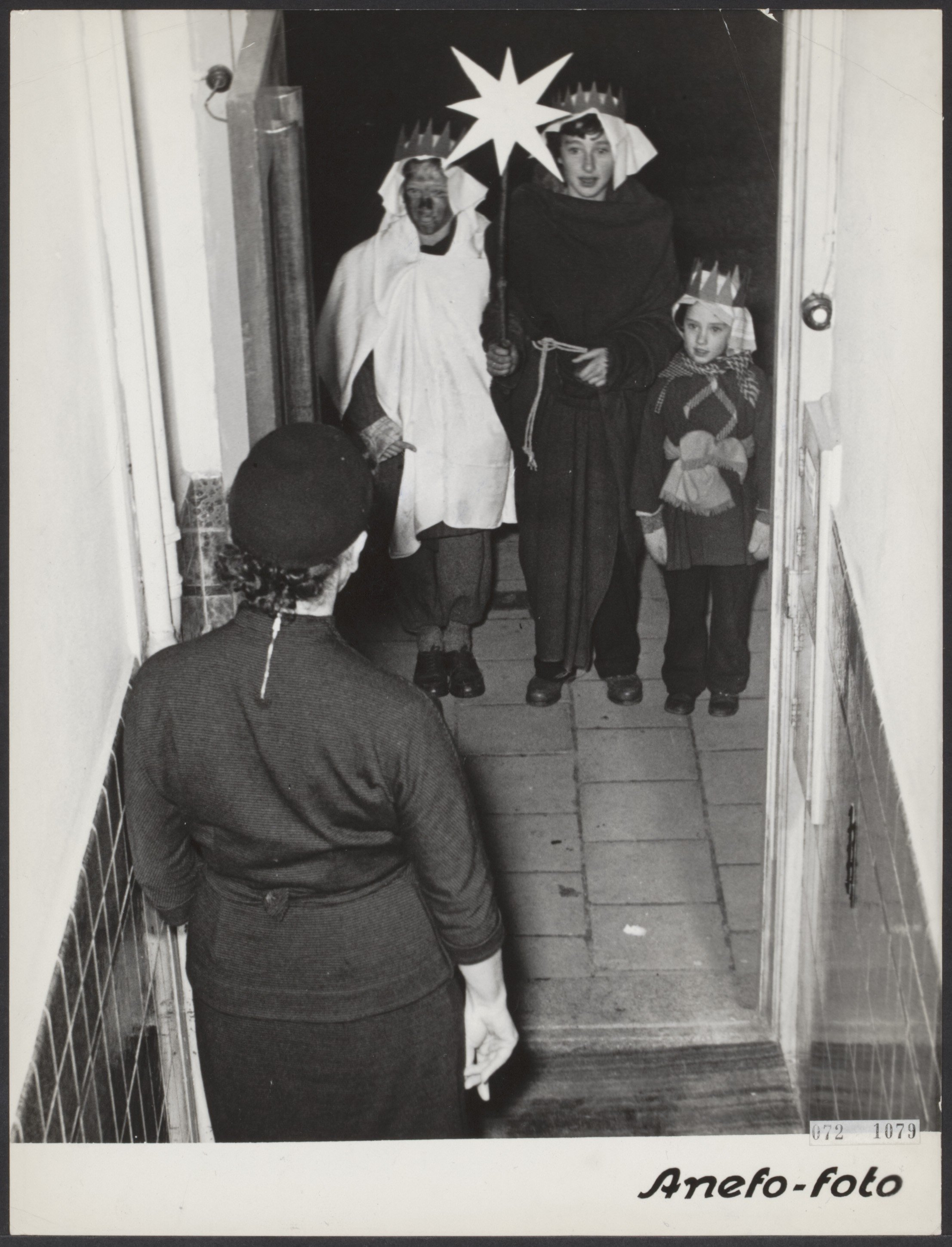
Drie Koningen trekken langs de huizen in Amsterdam om kleine versnaperingen, 1953
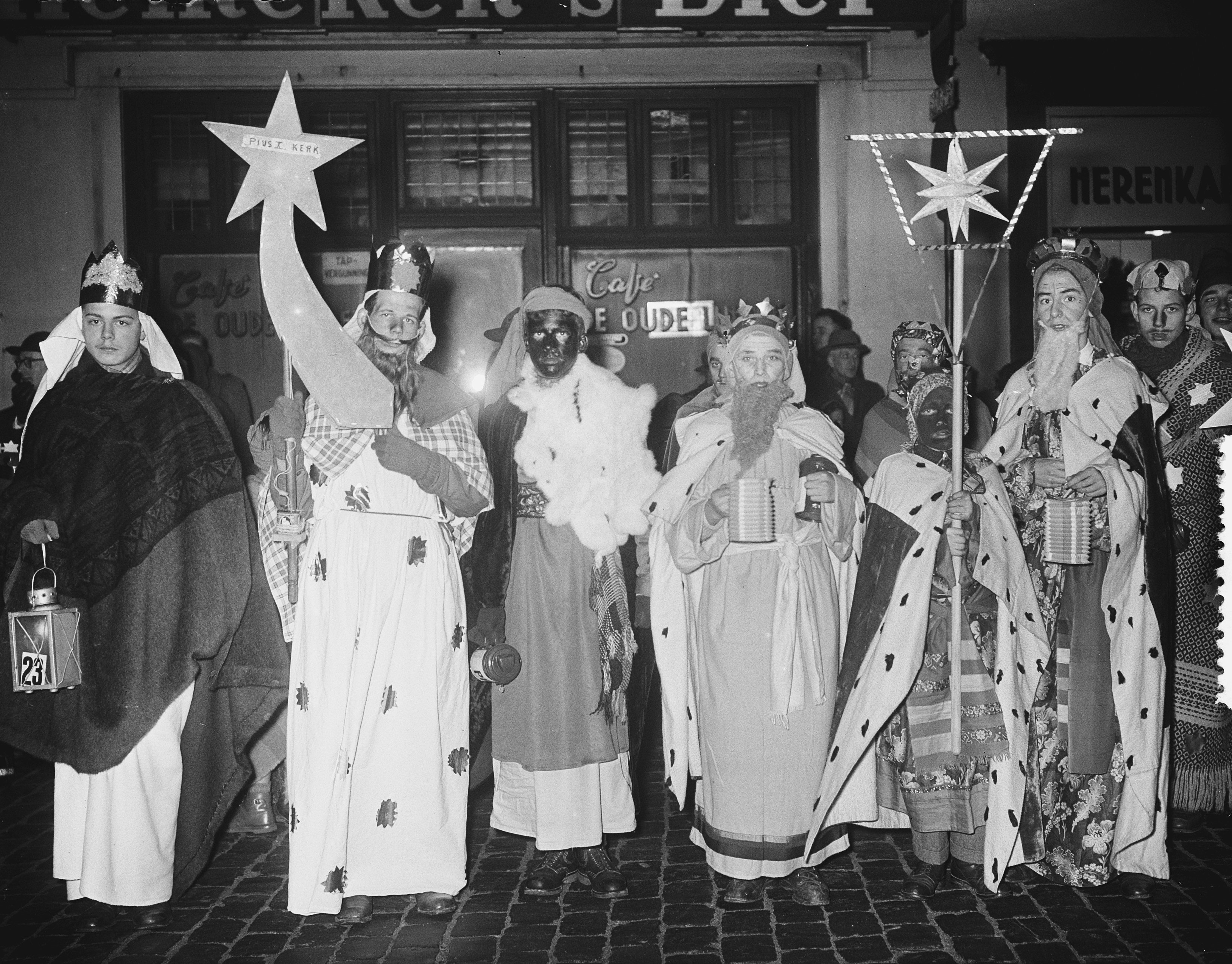
Driekoningenoptocht in Eindhoven, 5 januari 1955

### België

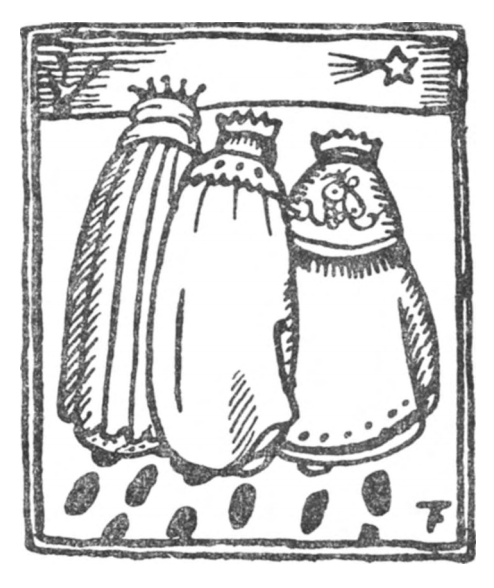
Illustratie uit Pieter Breughel zoo heb ik u uit uwe werken geroken van Felix Timmermans

Ook in Vlaanderen wordt Driekoningen in huis gevierd. Zo kent men er ook het driekoningenzingen, net als Nederland.
In Sint-Niklaas is een Driekoningenstraat. Elk jaar was er een grote Driekoningenstoet, waarin de Drie Koningen zelf als reus meeliepen. Tegenwoordig bestaat deze folkloristische stoet niet meer en zijn deze reuzen stadseigendom.
In Brugge gaat jaarlijks de Sterrenstoet uit waarin de drie koningen te paard een centrale rol spelen.
Driekoningen is bij veel gezinnen het moment om de kerstboom buiten de deur te zetten.
Bekend is het koningsbrood of de koningentaart die men bakt; er wordt een bruine boon of muntstuk in verstopt en degene die hem vindt is die dag "koning(in)". Dit gebruik vindt ook in Frankrijk plaats.

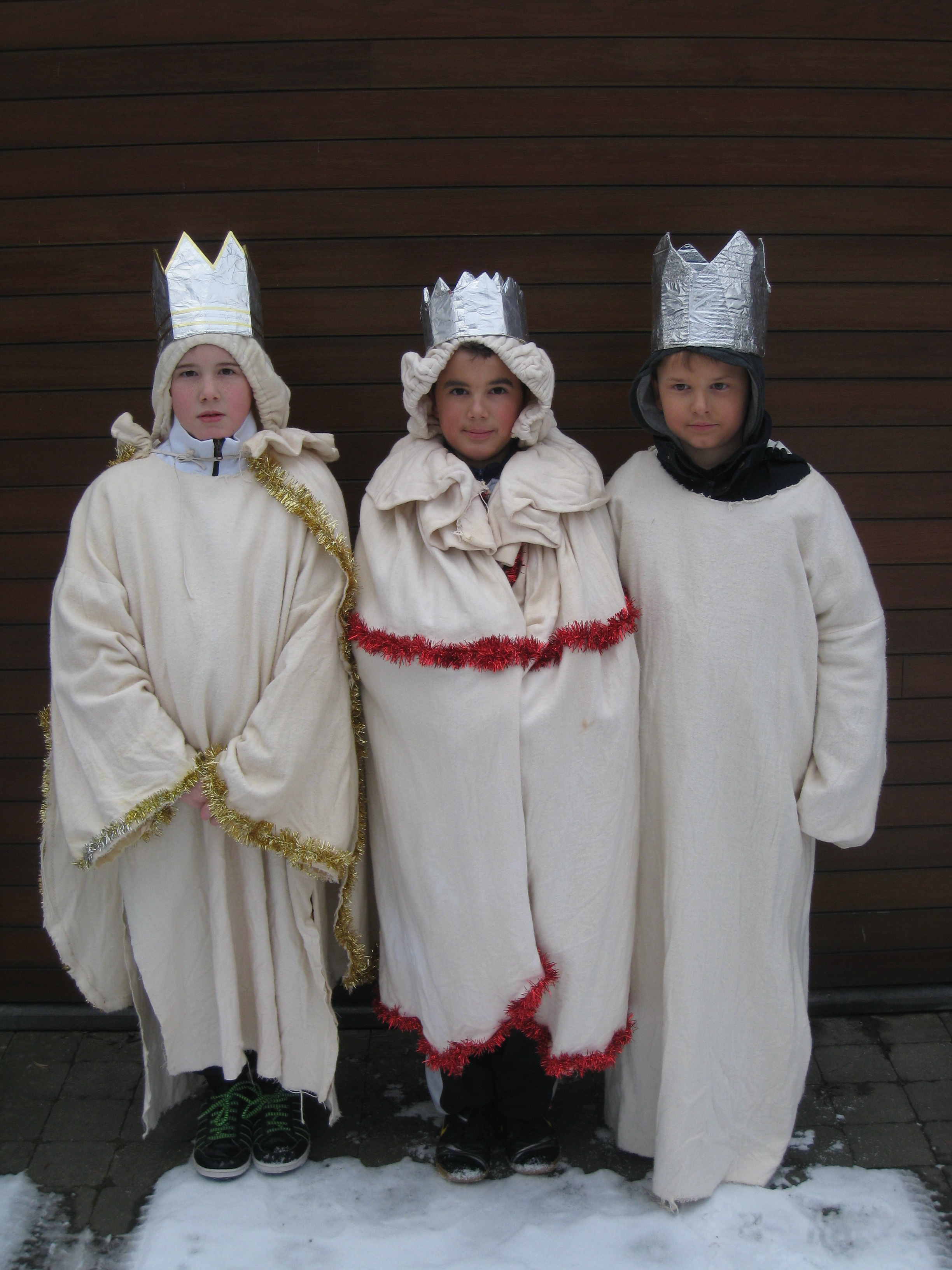
Driekoningen in Vlaanderen anno 2010

### Duitsland
In het Oudhoogduits heet Driekoningen 'Perthennacht', naar een mythologisch Germaans wezen (Perchta), vooral in verband gebracht met licht (rond 6 januari beginnen de dagen te lengen).
Wijdverbreid in katholieke delen van Duitsland is het Sternsingen. Hierbij vertrekken groepjes van drie als koningen verklede kinderen, onder begeleiding van een oudere, langs de huizen en zingen een lied. Ze zegenen het huis en schrijven als teken daarvan met gewijd krijt de huiszegen op of naast de deur. De kinderen overhandigen ook een strook papier met deze spreuk en ontvangen snoep of fruit en zamelen geld in. Het ingezamelde geld is voor een goed doel. Deze inzamelingsactie wordt ondersteund door een landelijke organisatie en behoort wat betreft de opbrengst tot de grootste die in de katholieke gemeenten gedaan worden.

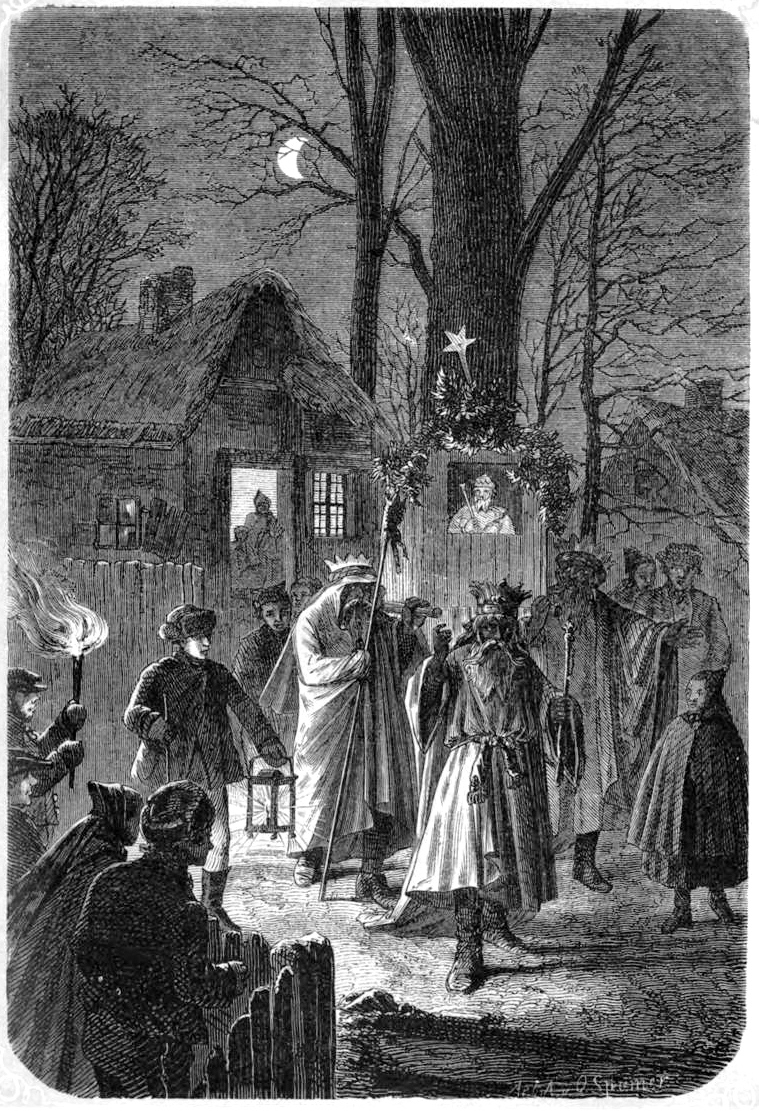
Am Abend des Dreikönigstages im Harz, Das festliche Jahr in Sitten, Gebräuchen und Festen der germanischen Völker, 1863
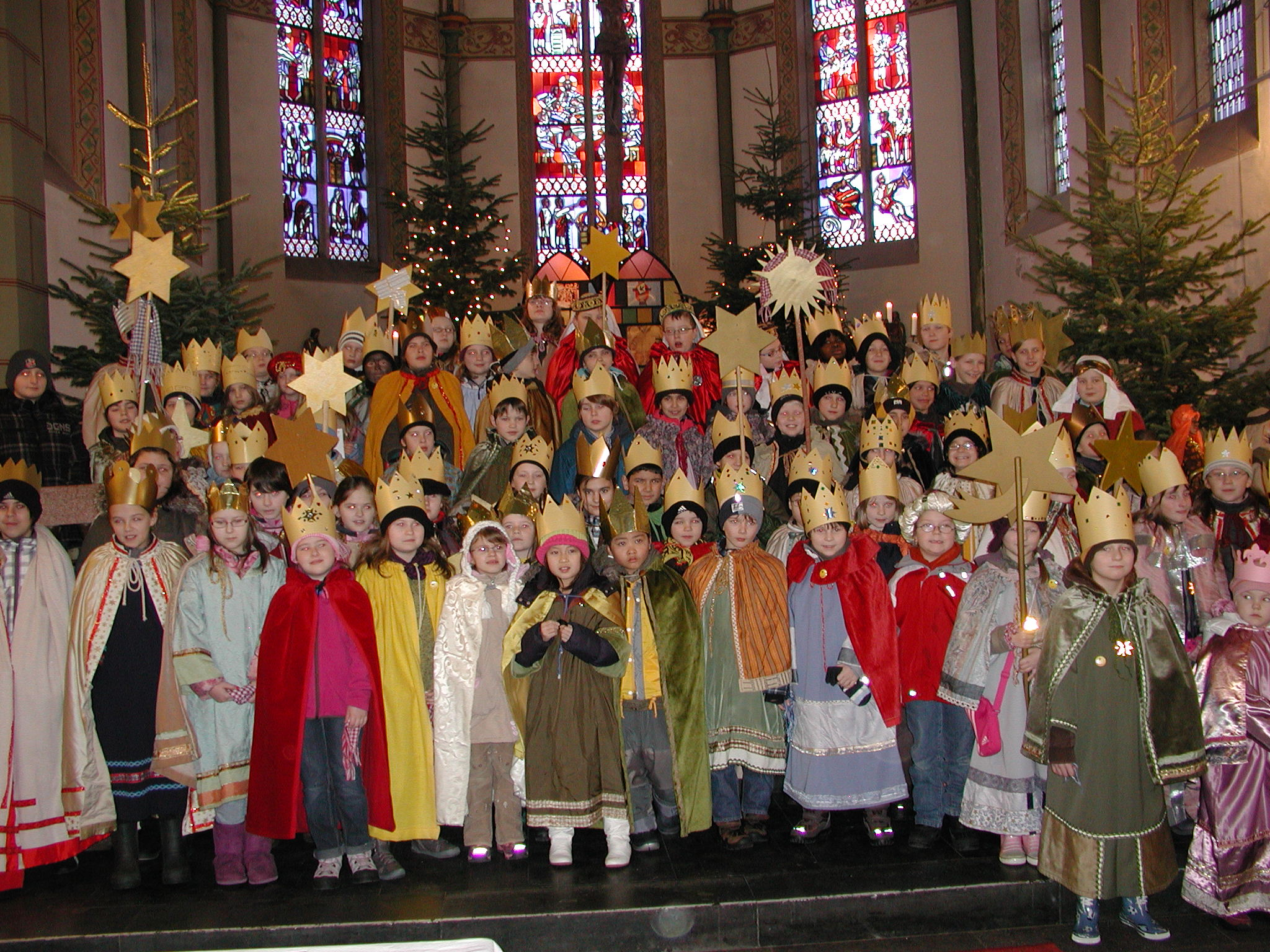
Sternsinger in Duitsland
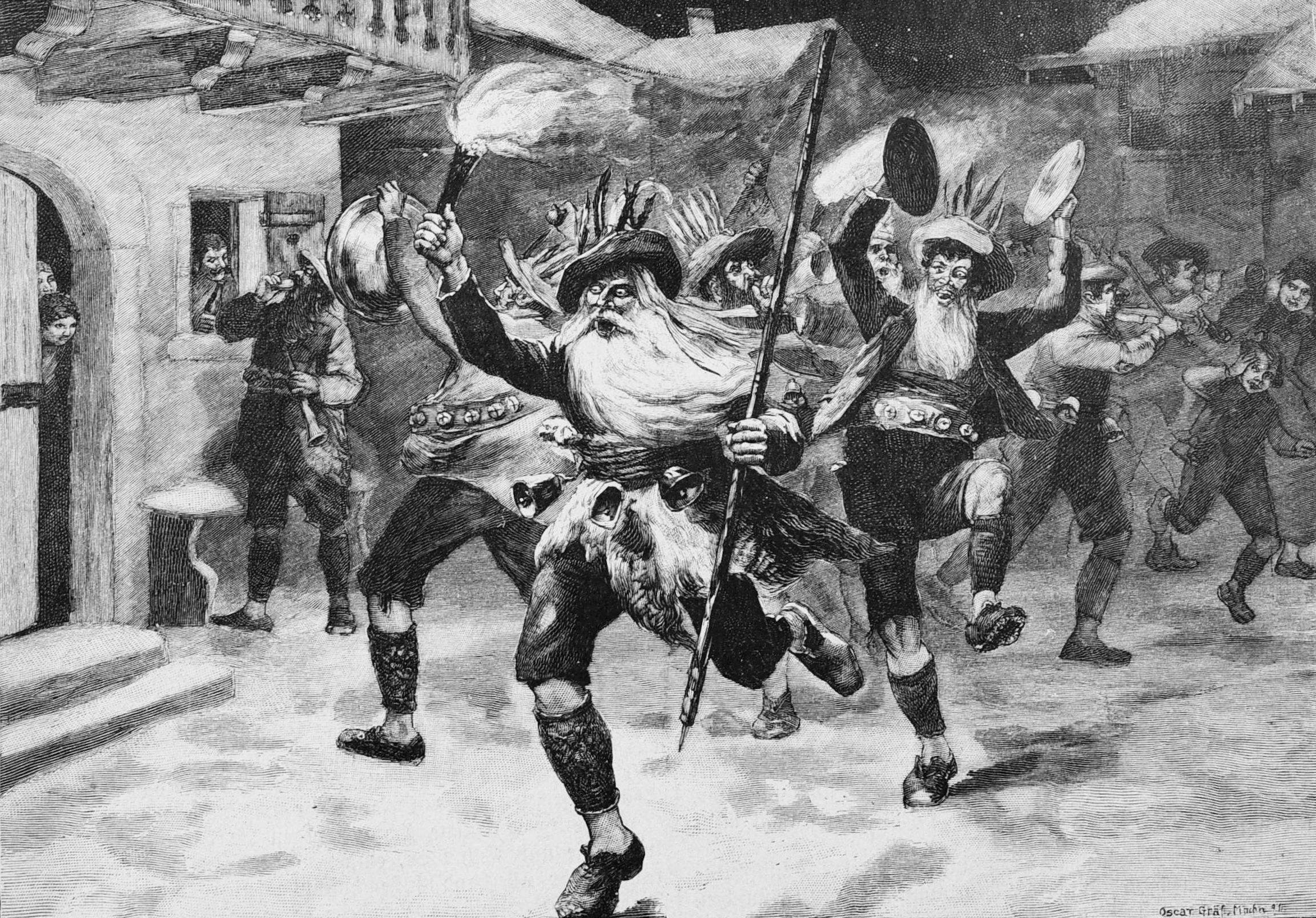
Afbeelding uit Die Gartenlaube, 1892

### Italië

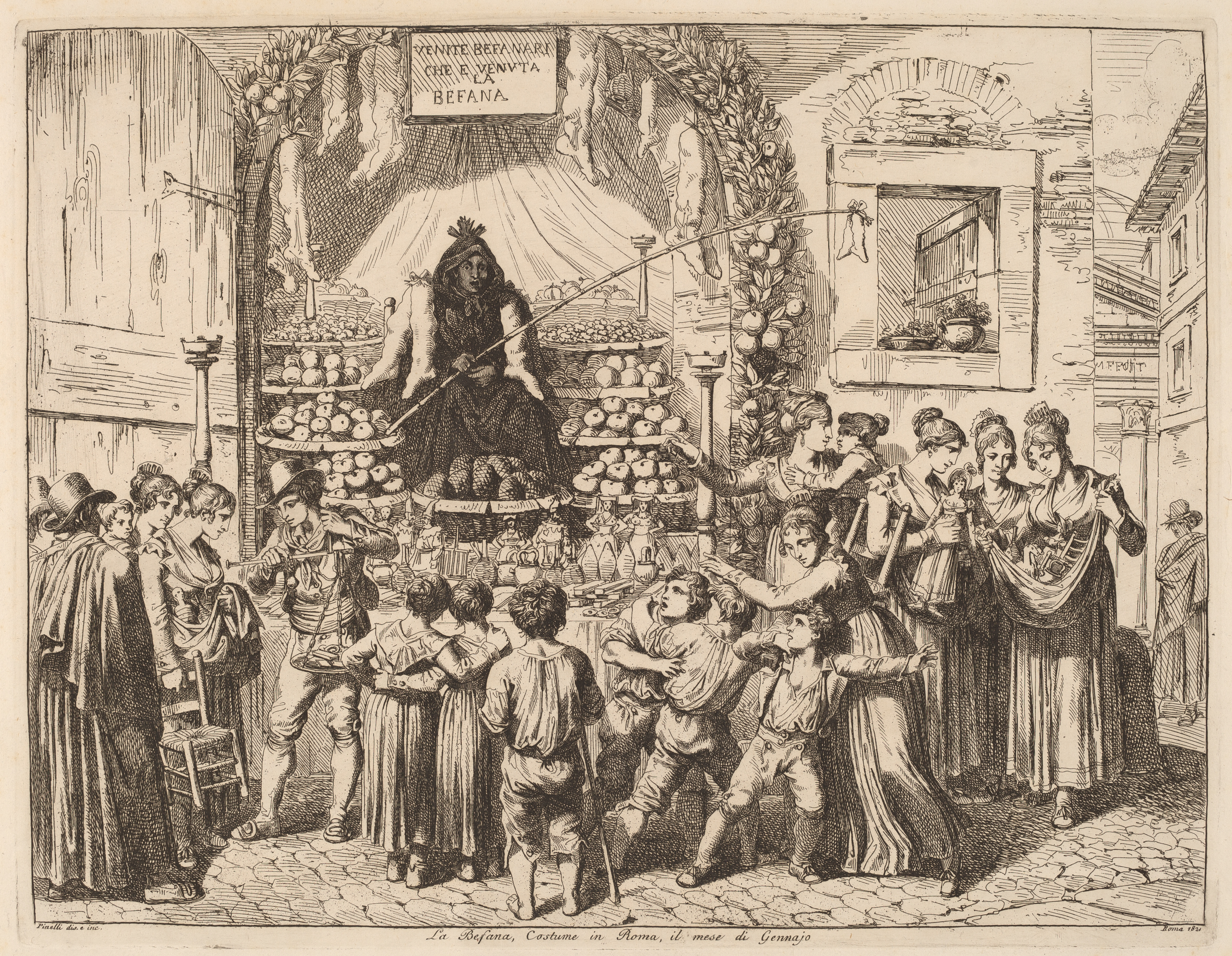
Viering van La Befana, 1821

In Italië wordt op Driekoningen Befana gevierd.

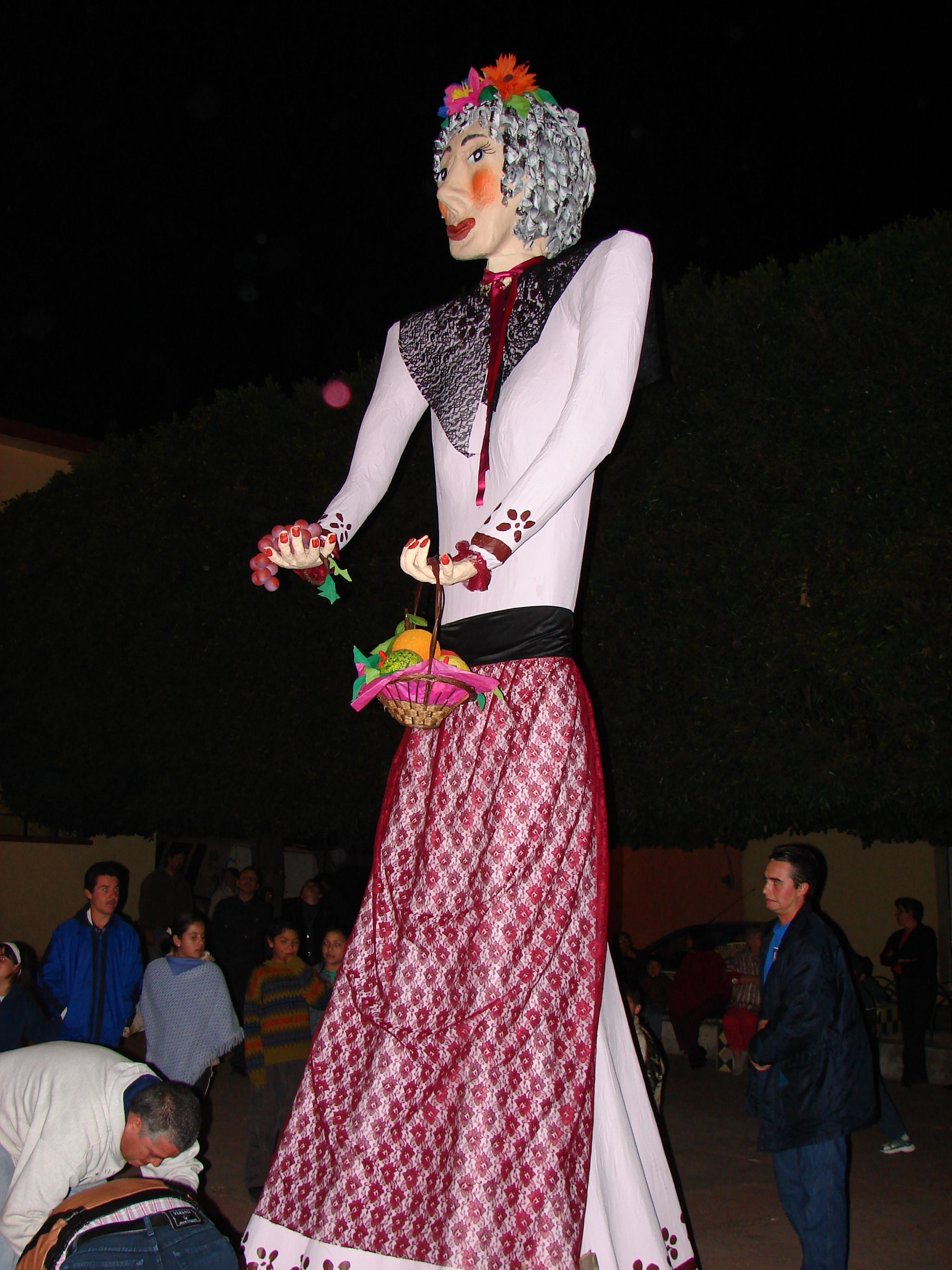
Het wegen van La Befana in Chipilo, Mexico. Dit gebruik is door Italiaanse immigranten meegenomen, 5 januari 2008
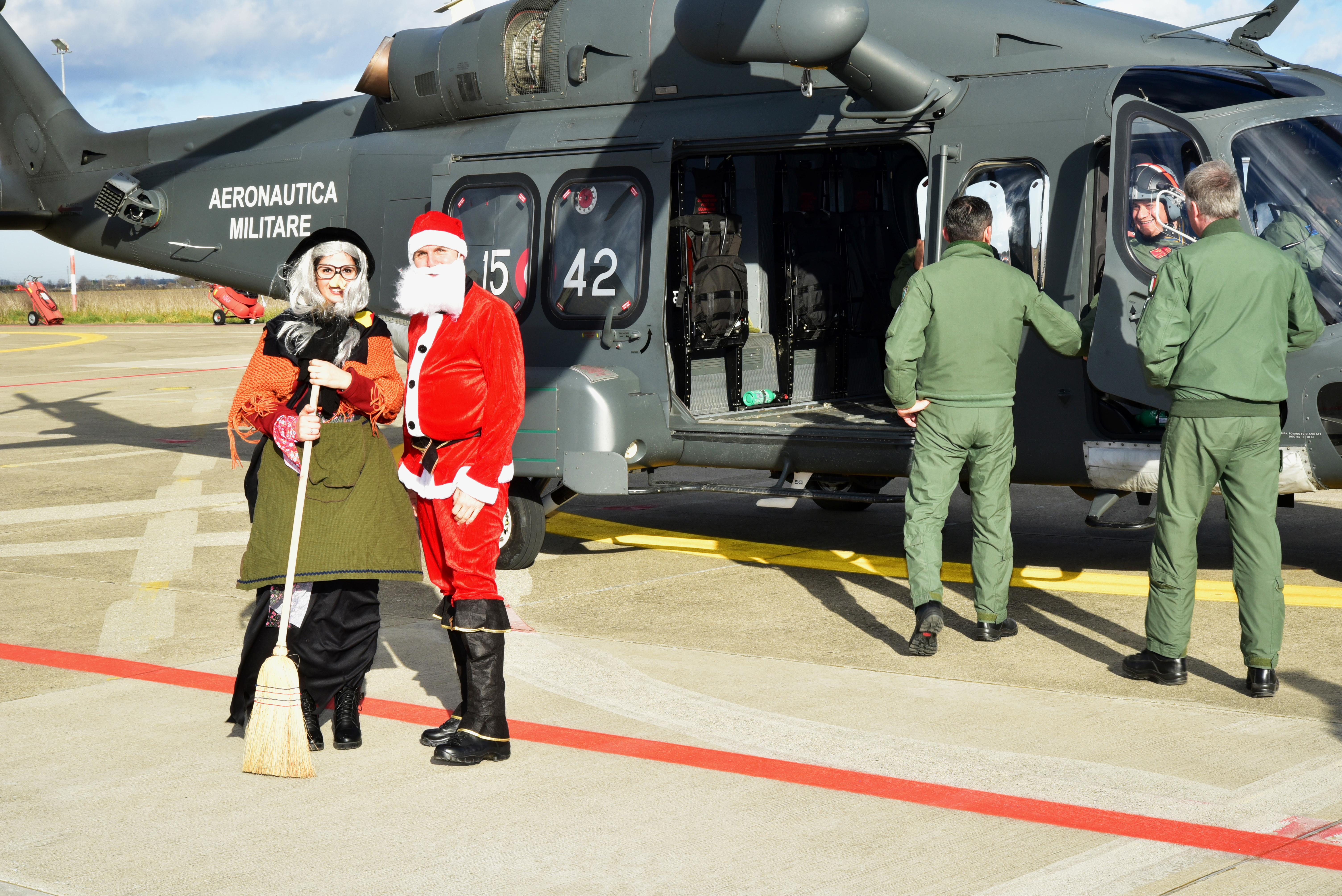
Viering van La Befana bij het 15º Stormo “Stefano Cagna”
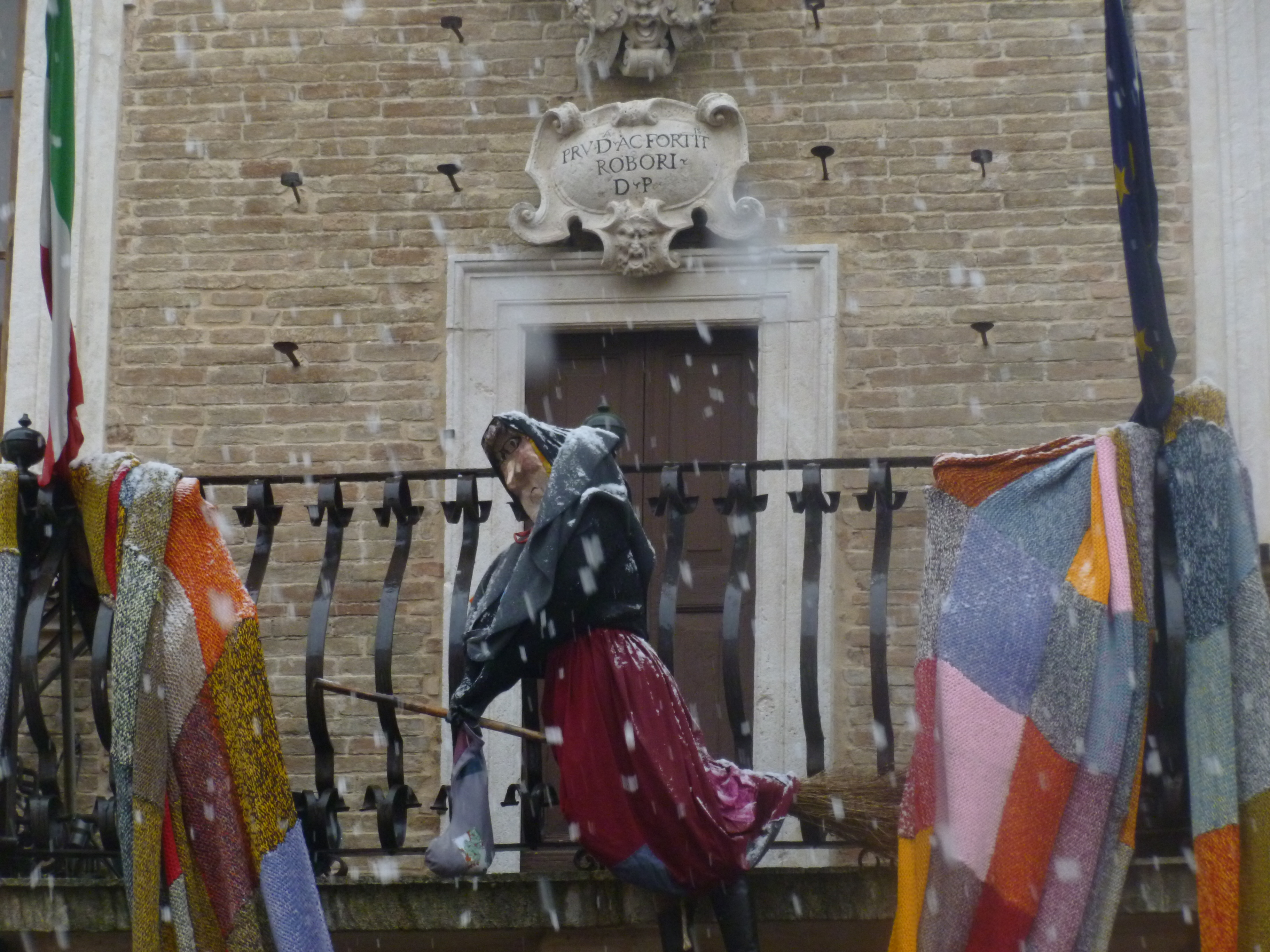
La Befana bij het Palazzo Comunale, San Gimignano, 6 januari 2016
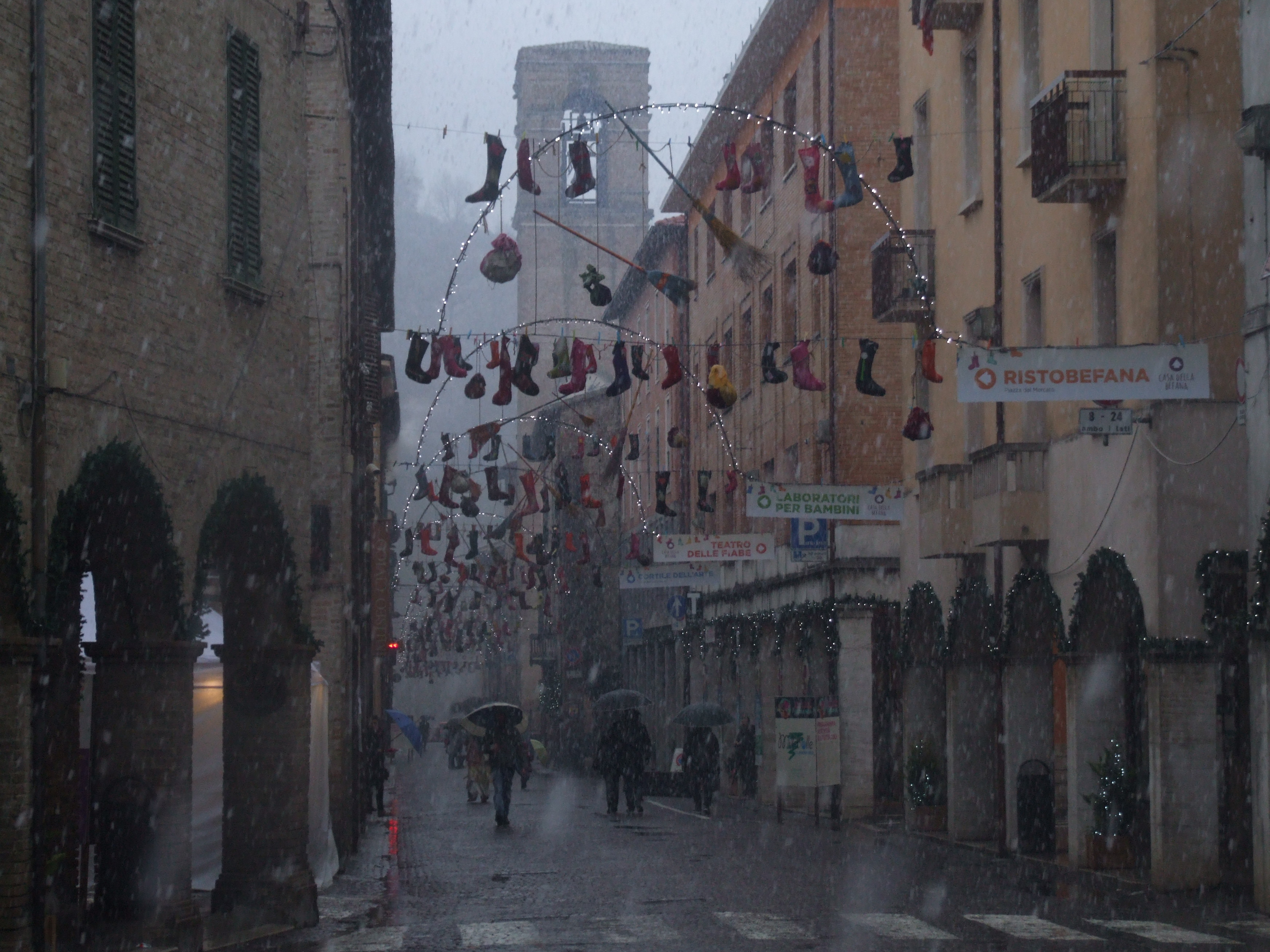
La Befana bij het Palazzo Comunale, San Gimignano, 6 januari 2016
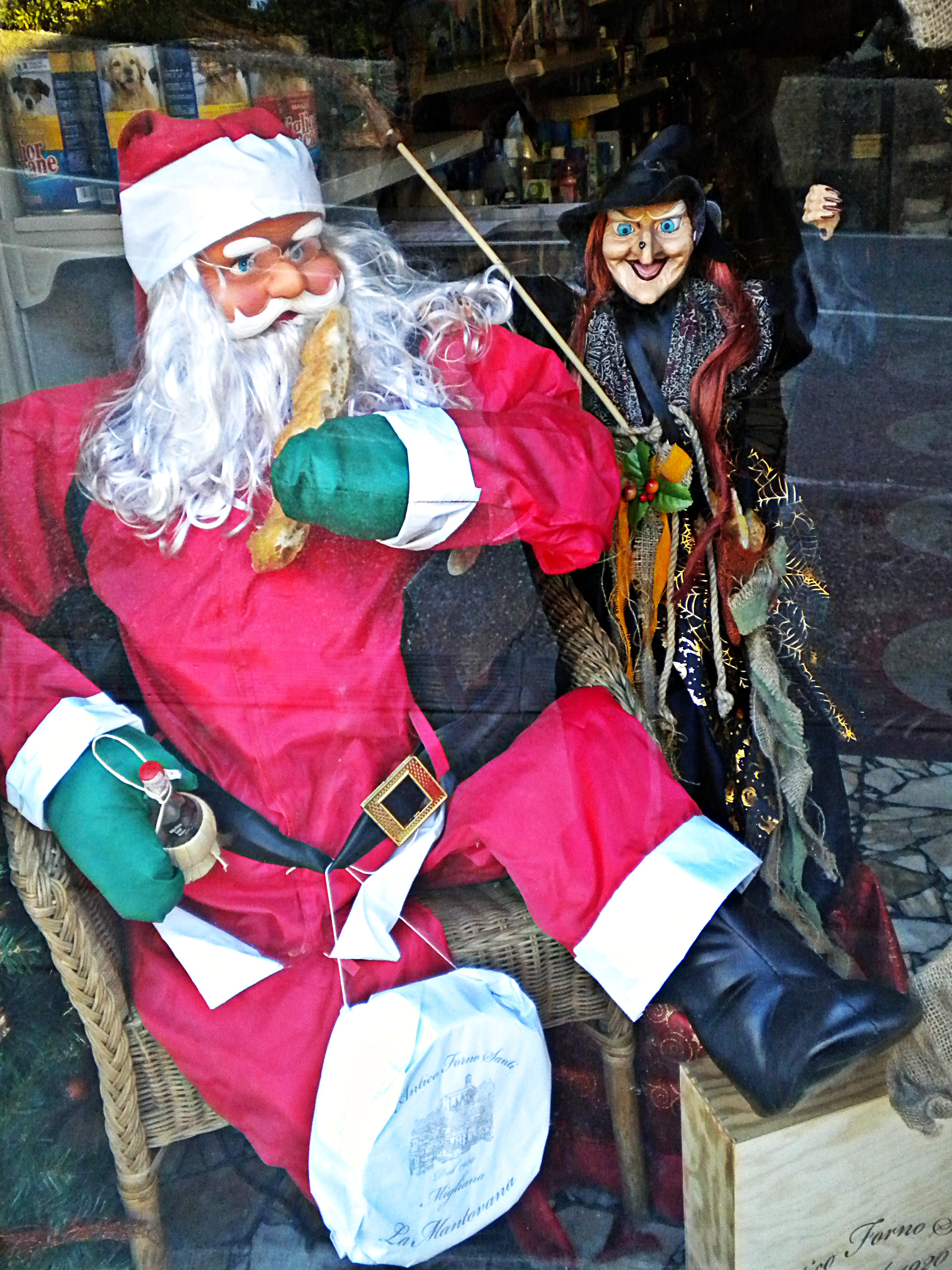
De kerstman en La Befana met Biscotti di Migliana

### Oostenrijk

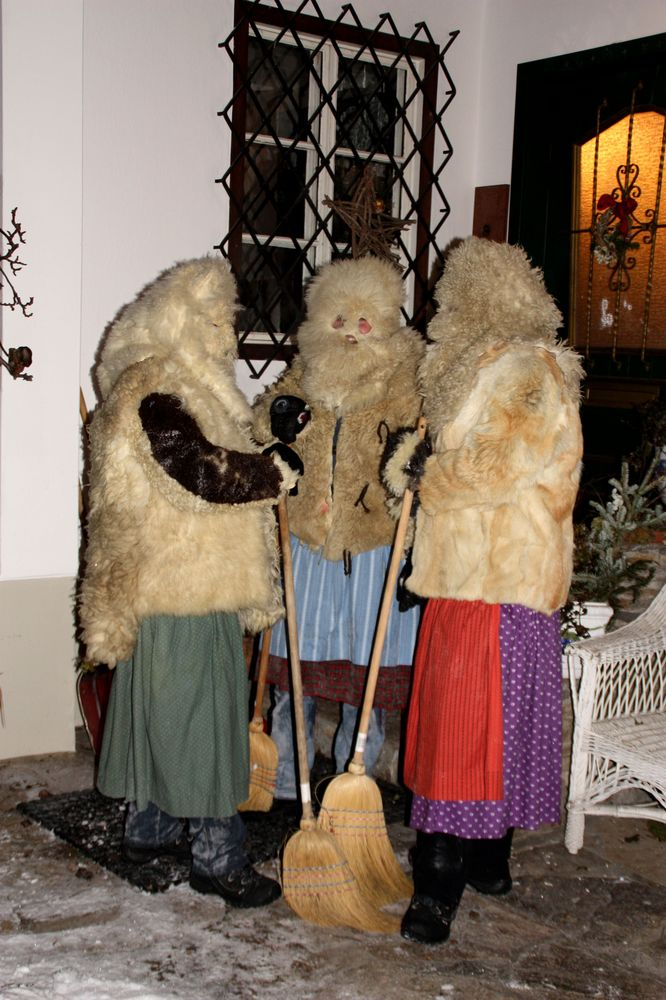
Op 5 januari is de Glöckötåg (Glöcklertag). 's Avonds om ca. 17:00 uur vindt op het centrale plein een symbolisch gevecht plaats tussen de „Glöckler“ (die de lente voorstellen) met de Bärigln (Pelzperchten, die de winter voorstelt). Middernacht is de strijd voorbij en controleert de Percht of het huis wel schoon is, 5 januari 2015

In Oostenrijk spelen heksen en Perchta een rol bij Driekoningen. Er worden maskers en kostuums gedragen.

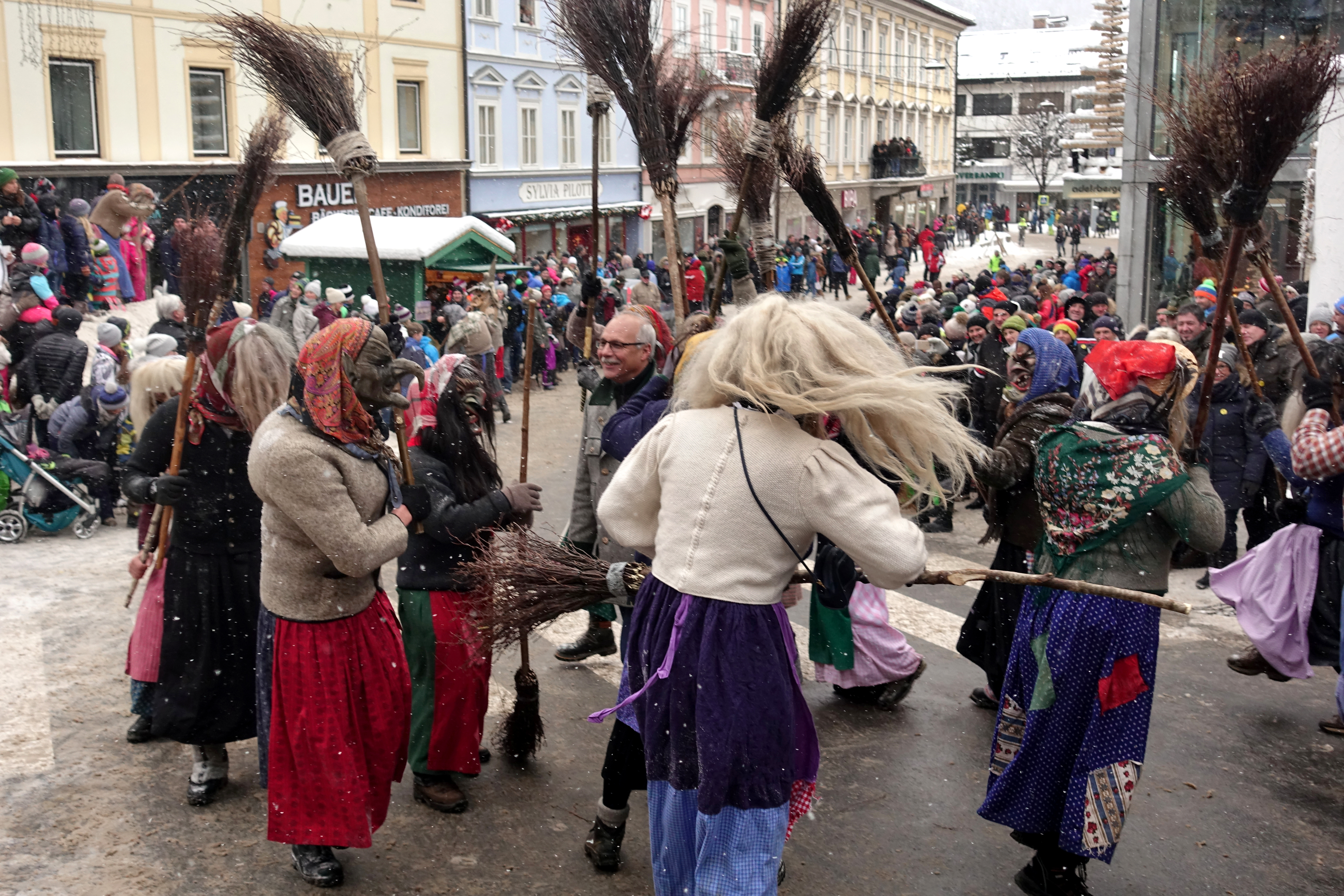
Heksen bij de Pongauer Perchtenlauf, 4 januari 2017
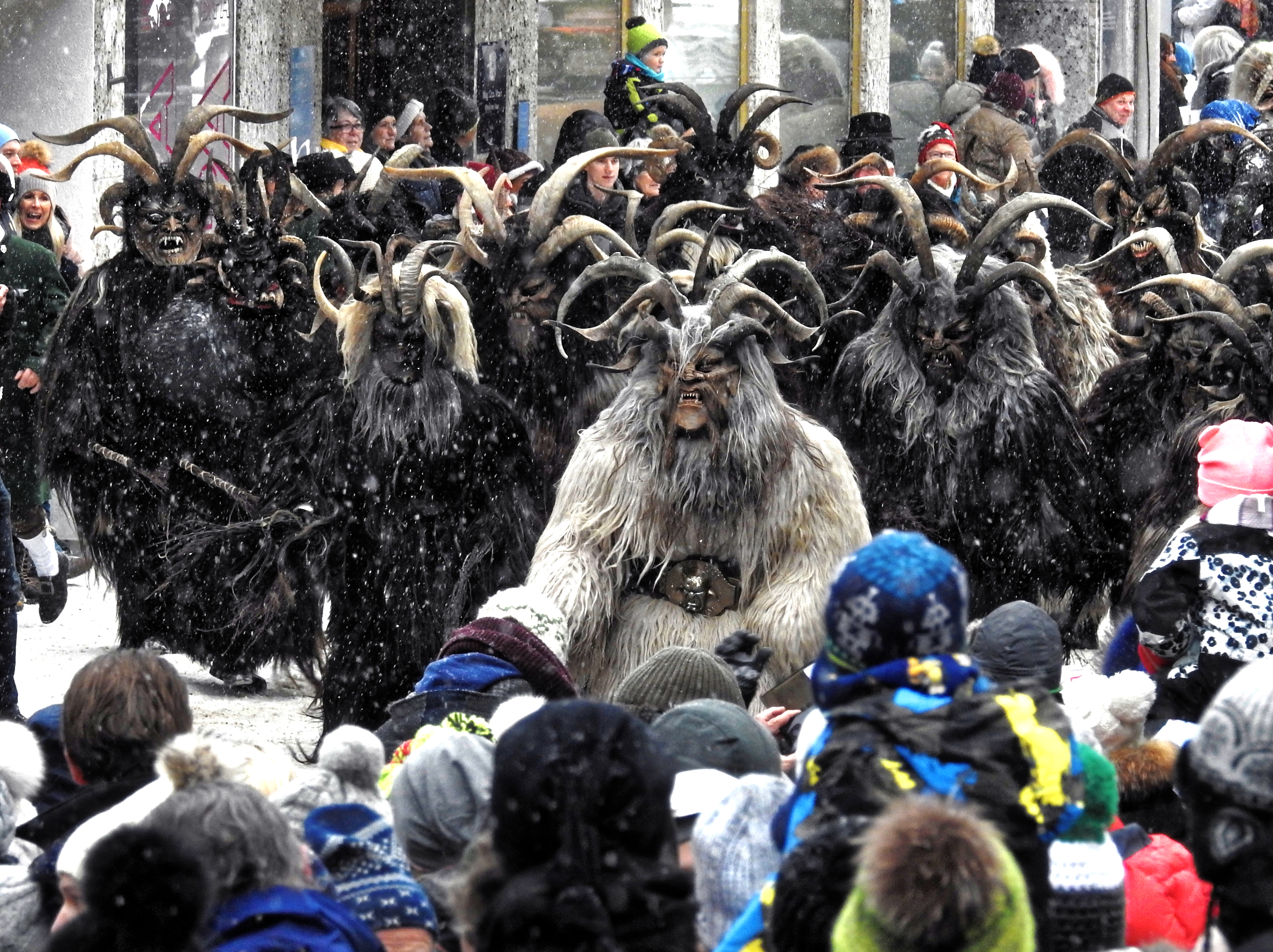
Schiechperchten bij de Pongauer Perchtenlauf, 6 januari 2017
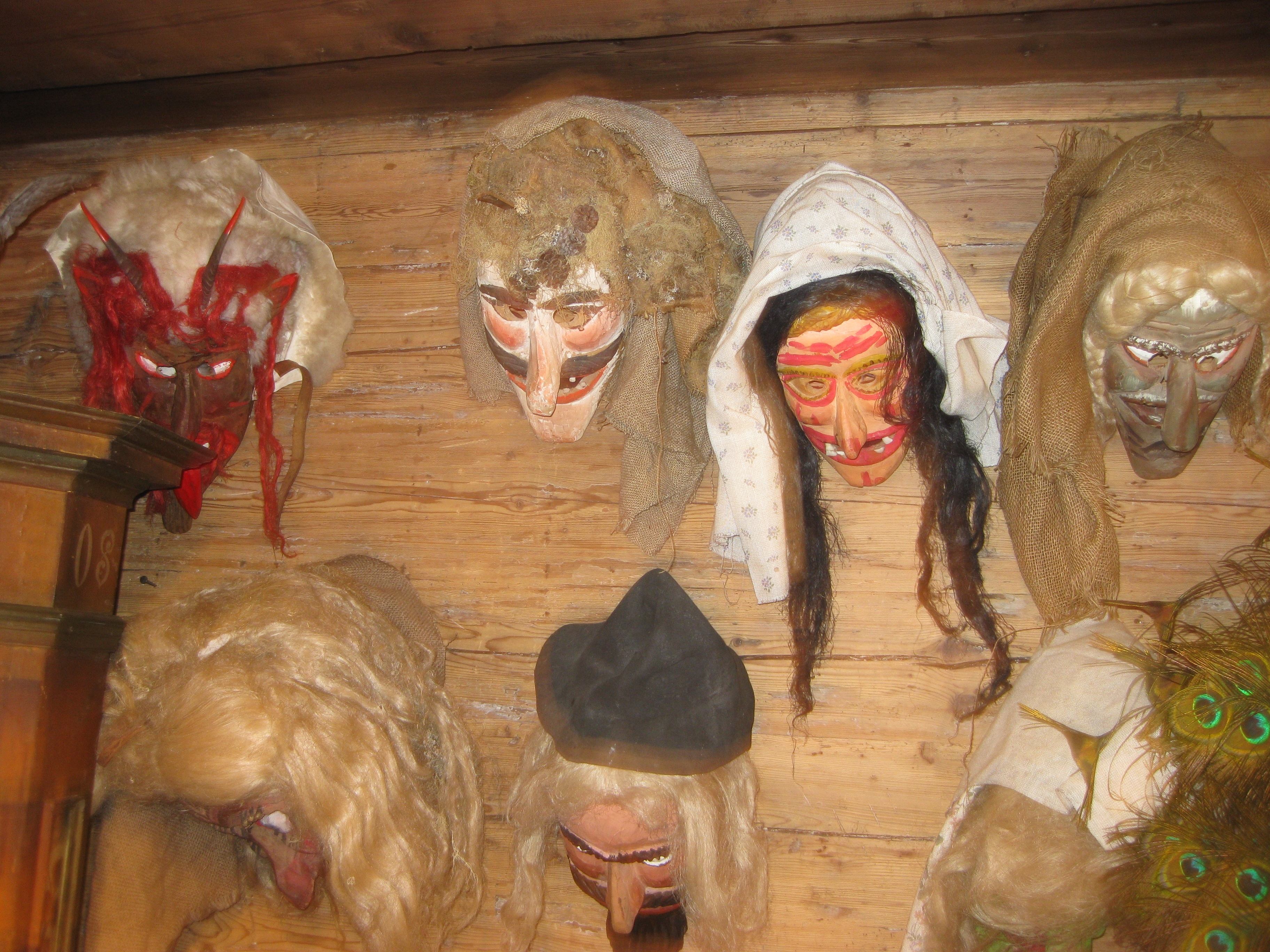
Maskers van Percht, Heimatmuseum in Pongau
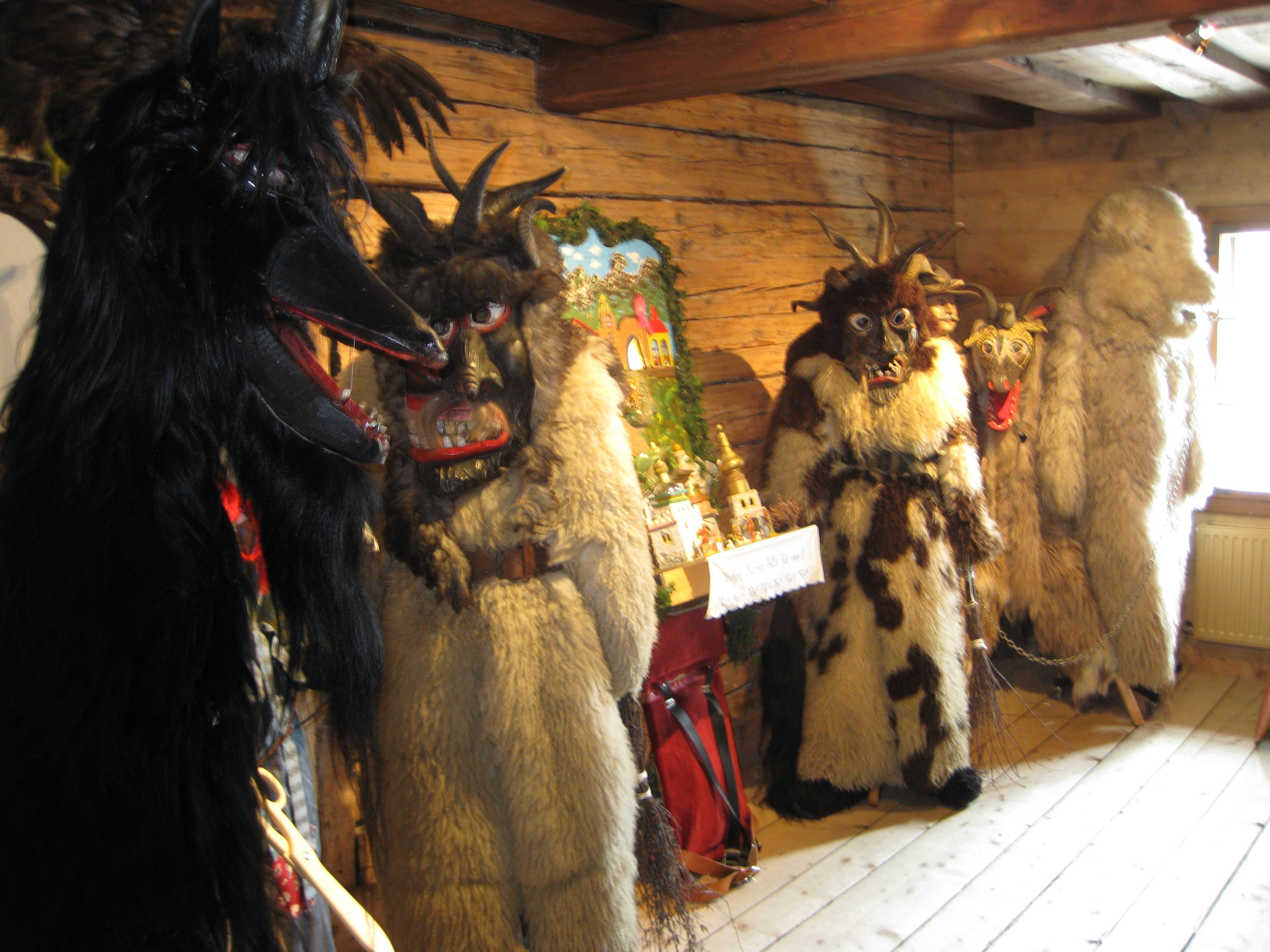
Kostuums van Percht, Heimatmuseum in Pongau
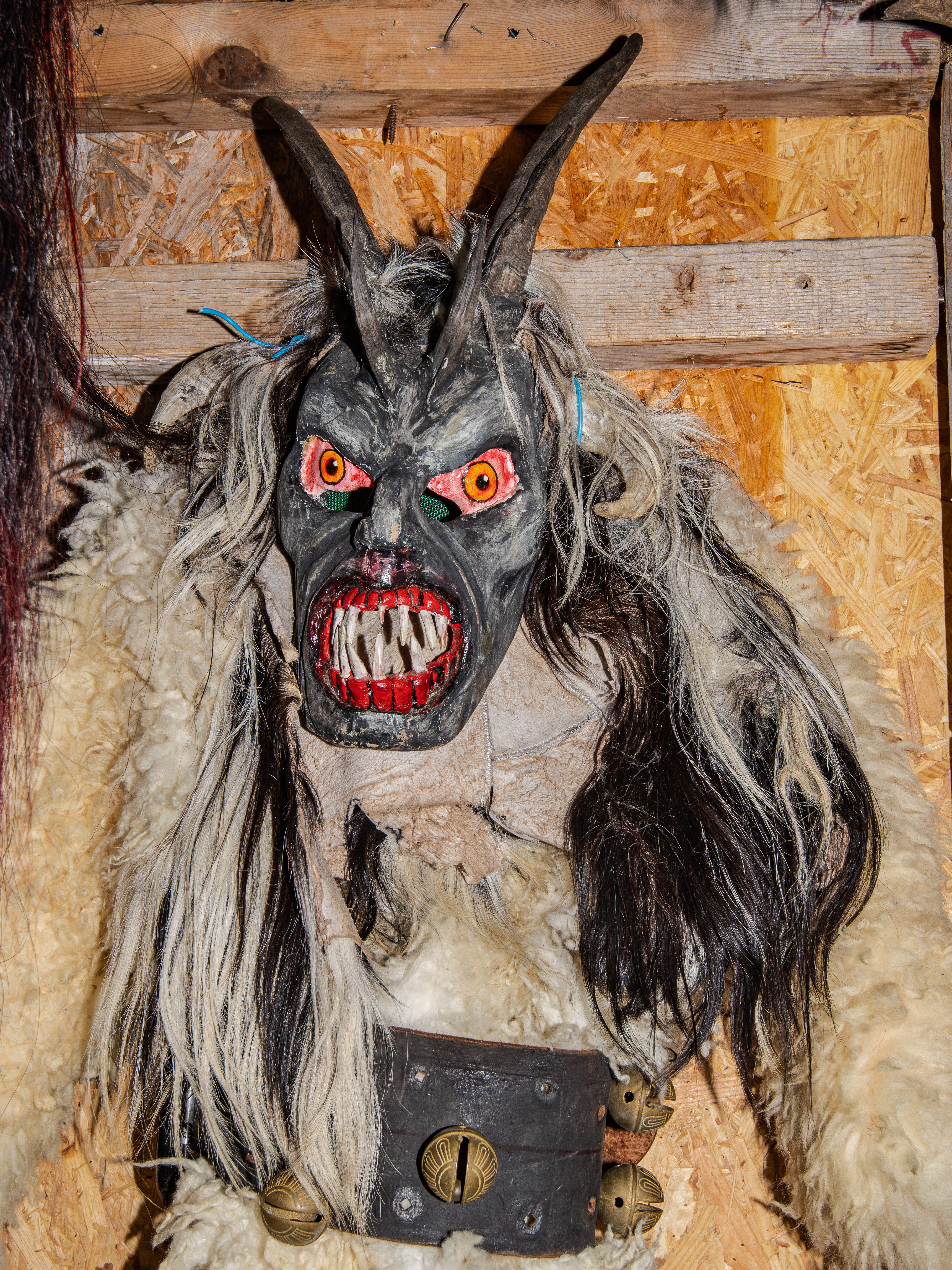
Houten masker van Percht (Schiachperchtenmaske) in Altmünster

### Polen
- De grote zegening van de wateren op de San-rivier tijdens Driekoningen

### Zwitserland
In Schwyz komt het gebruik Greiflet voor. Het wordt gekenmerkt door luidruchtige optochten met het knallen van zwepen en het luiden van Trycheln (koebellen). Op 18 december 1599 werd het verboden en de Zwitsers legde een boete van vijf pond op. Dergelijke verboden werden herhaald tot in de 19e eeuw. In 1913 was Eduard Hoffmann-Krayer de eerste folklorist die zich in de winter met de Greiflet en aanverwante lawaai-gewoonten bezighield in het handboek "Feste und Bräuche des Schweizerervolkes". In de jaren veertig volgden Richard Weiss en Karl Meuli met uitgebreide presentaties. Weiss benadrukte dat het lawaai ongewenste geesten zou moeten afschrikken, d.w.z. ziekten, plagen en corruptie, en de goede geesten van vruchtbaarheid zou moeten wekken. De gesmede veeklokken, die voornamelijk in de landbouw worden gebruikt, werden in de tweede plaats gebruikt voor geluidsgebruik. Meuli zag in Greiflet, naast een herrie en kattenkwaad, een voormalig, sterk veranderd maskerfestival.
Volgens de traditie zou de luidruchtige parade op de avond van Driekoningen in Brunnen zijn geweest voor de denkbeeldige bosvrouwen Strudeli en Strätteli uit het Wasibos. De naam Strätteli verwijst naar de Schrate (natuurgeesten). Ze werden in 1862 vermeld in de verzameling legendes van de priester Alois Lütolf uit Luzern. Sinds 1989 trekken de twee bosheksen met bezems en houten maskers op de avond van de eerste carnavalsdag het dorp binnen. Deze gewoonte wordt niet uitgevoerd door de Greiflets, maar door de Vereinigten Fasnachtsgesellschaft Brunnen.

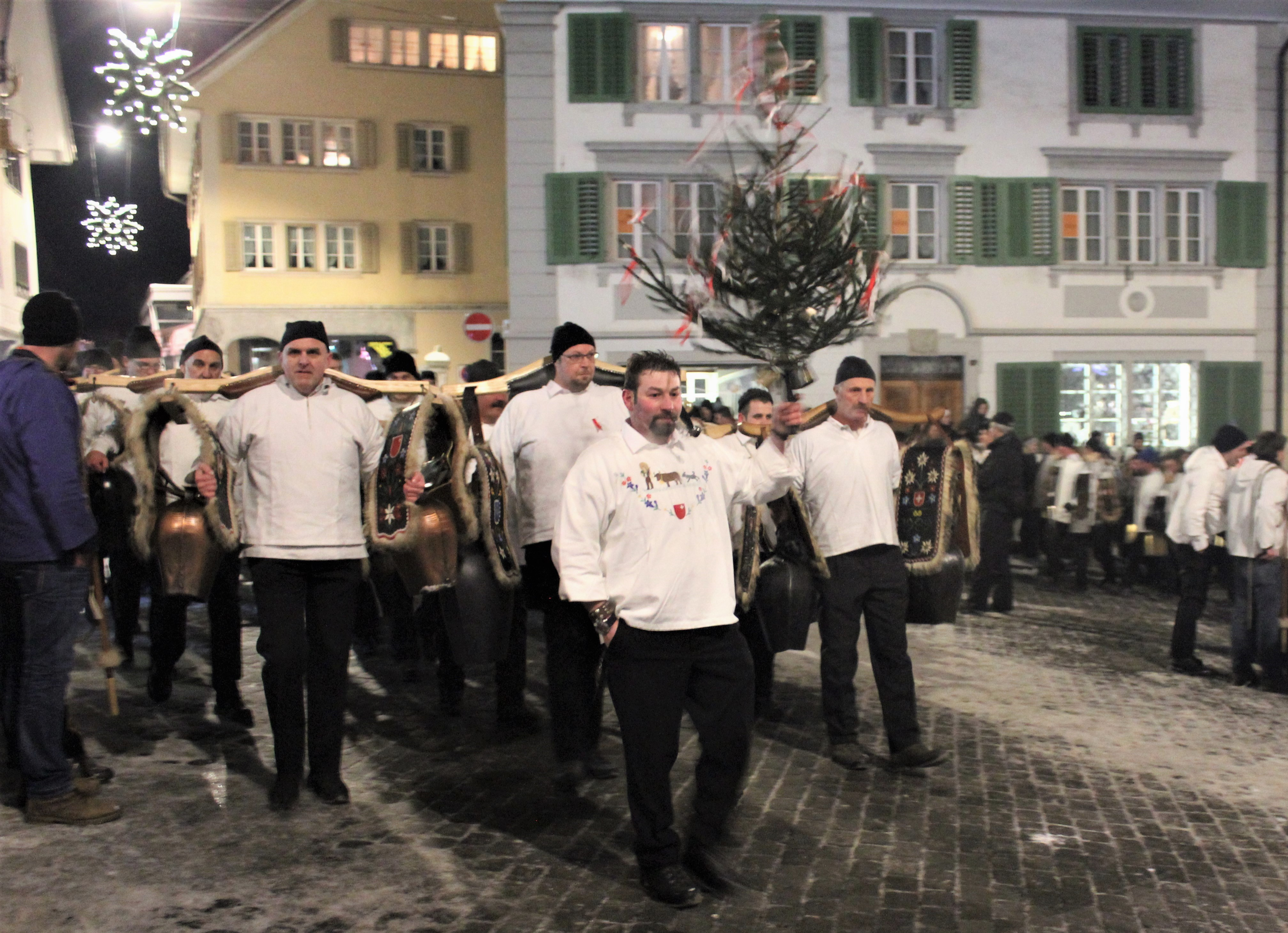
Aankomst van de Greifler, 6 januari 2017
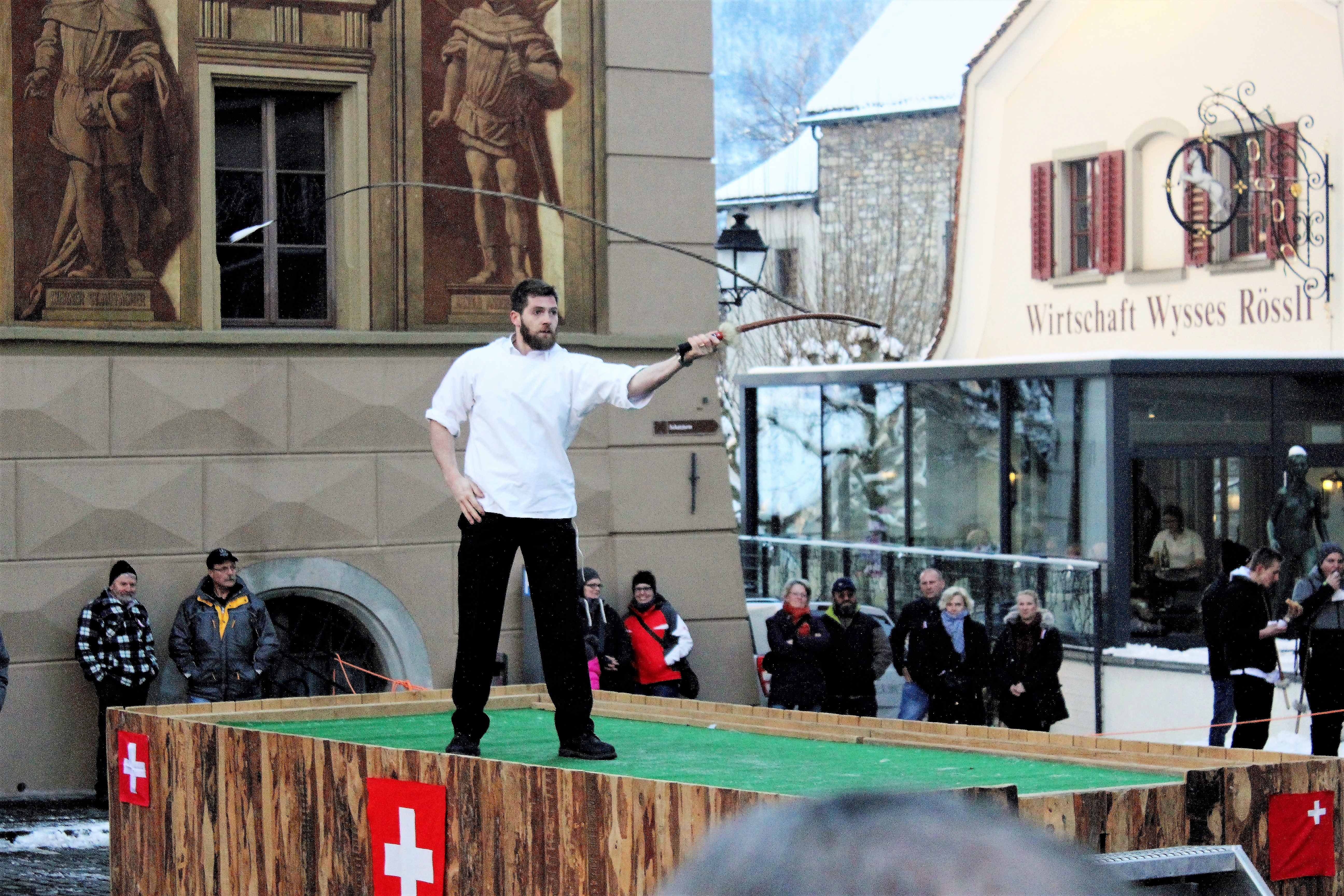
Het knallen van de zweep, 6 januari 2017

### Slovenië
In Slovenië speelt Pehtra Baba (ook wel Pechtra Baba of Berchtra Baba) een rol tijdens Driekoningen.
Ze draagt geen masker, maar verbergt haar gezicht achter stof of maakt het zwart met roet. Ze draagt een hoofddoek of hoed. Ze bezoekt de huizen en wil worsten en strooit met snoepgoed.

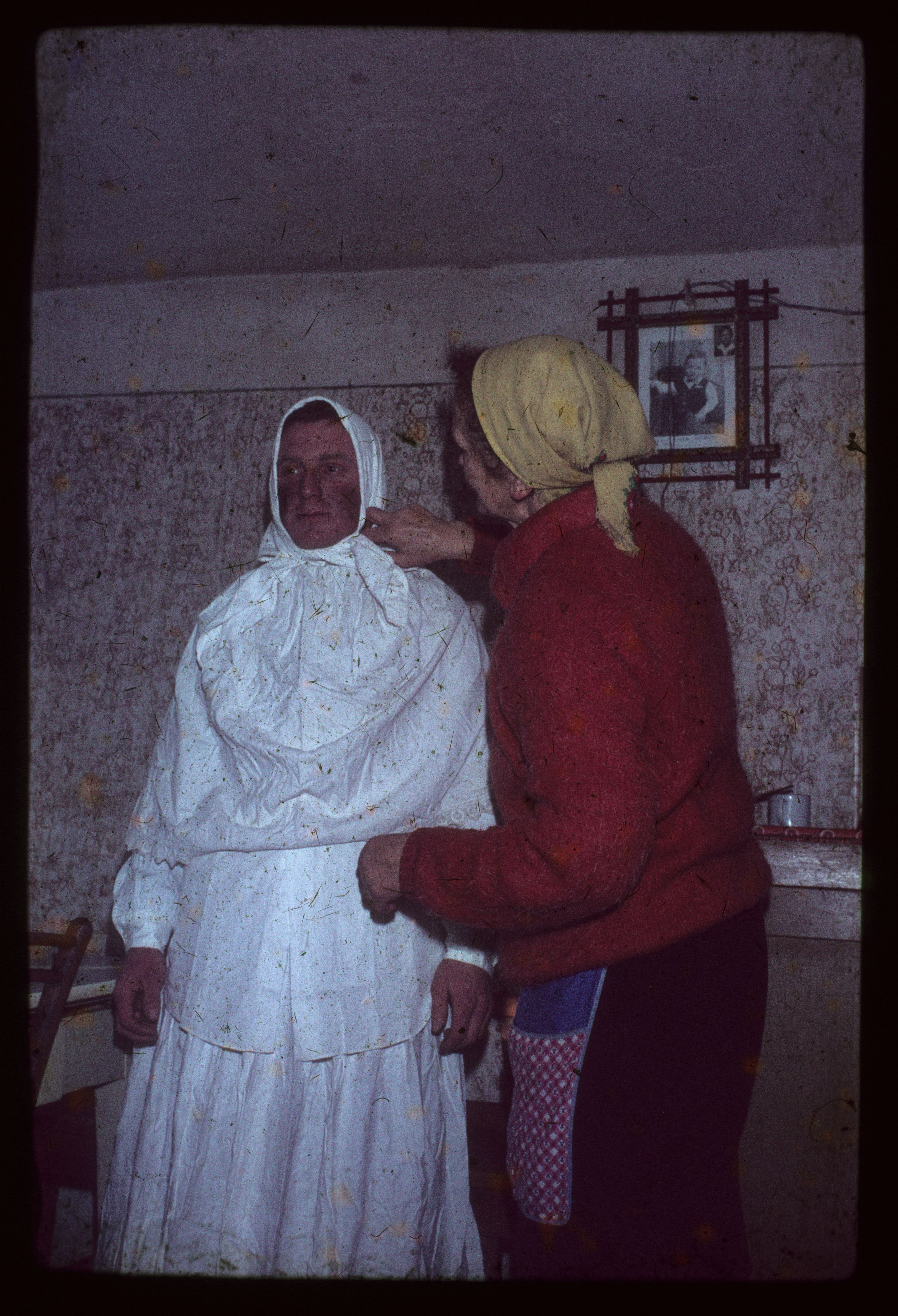
Het gezicht wordt zwart gemaakt met roet
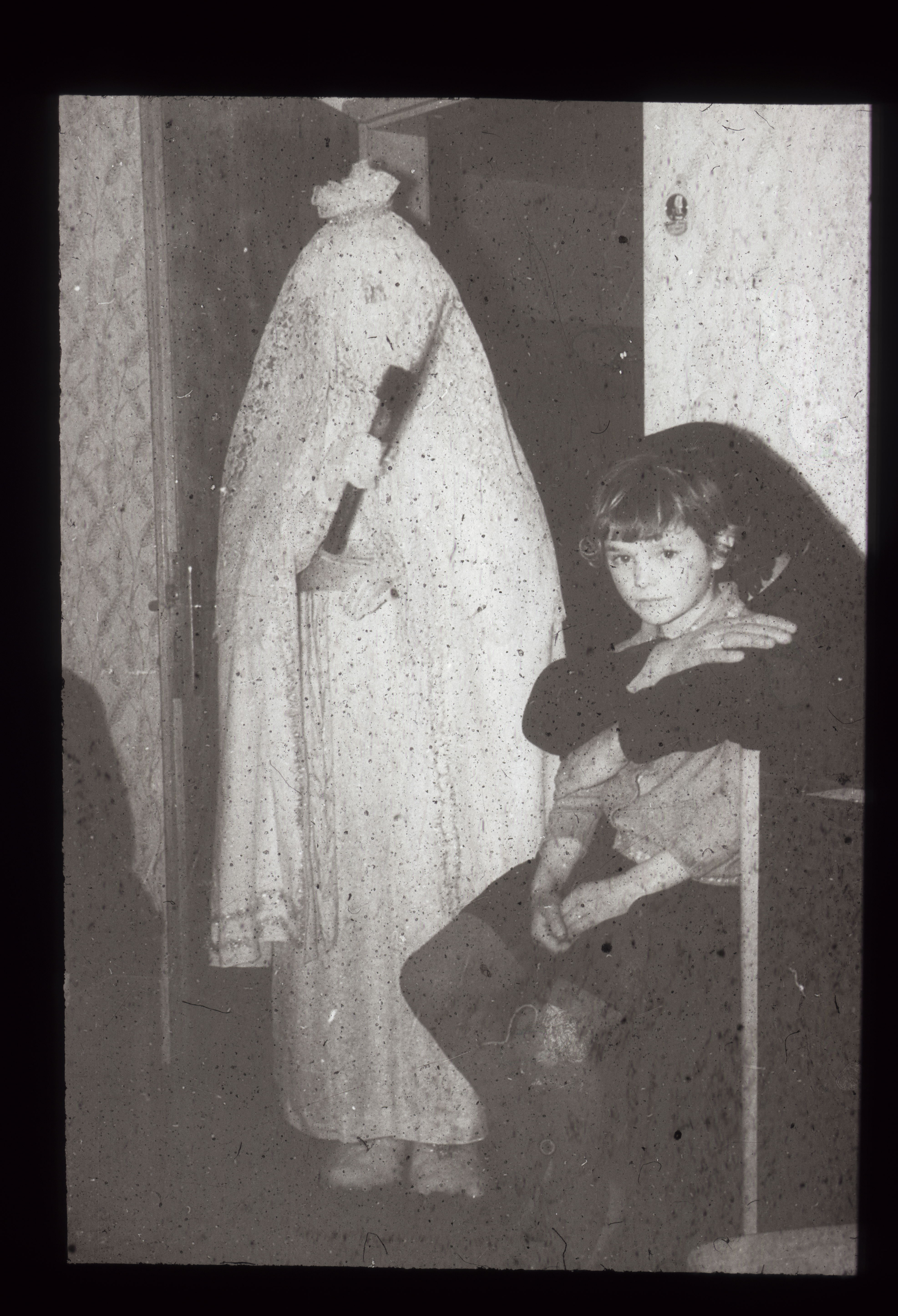
Pehtra Baba, Korinthië, 6 januari 1967
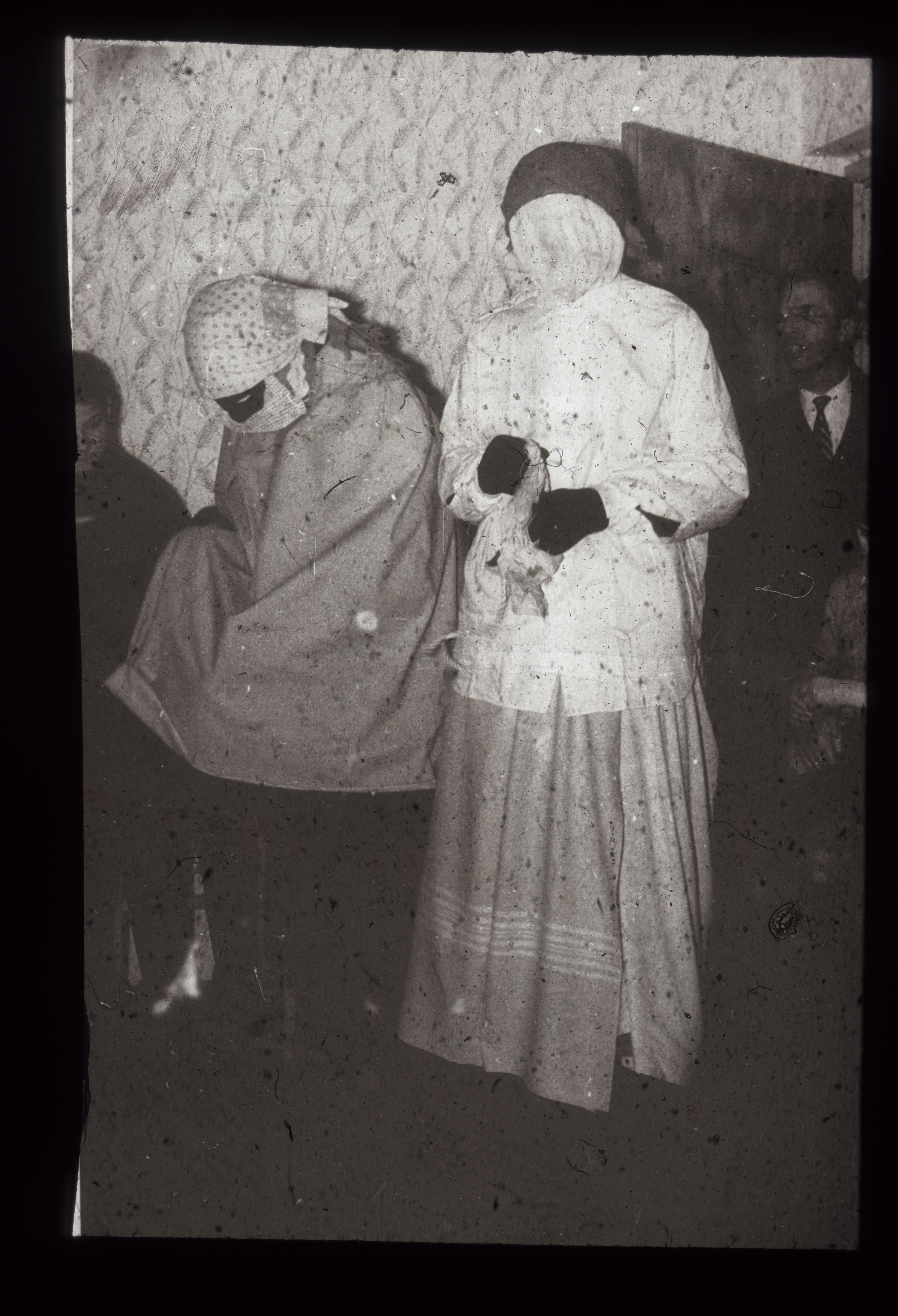
Pehtra Baba, 6 januari 1967
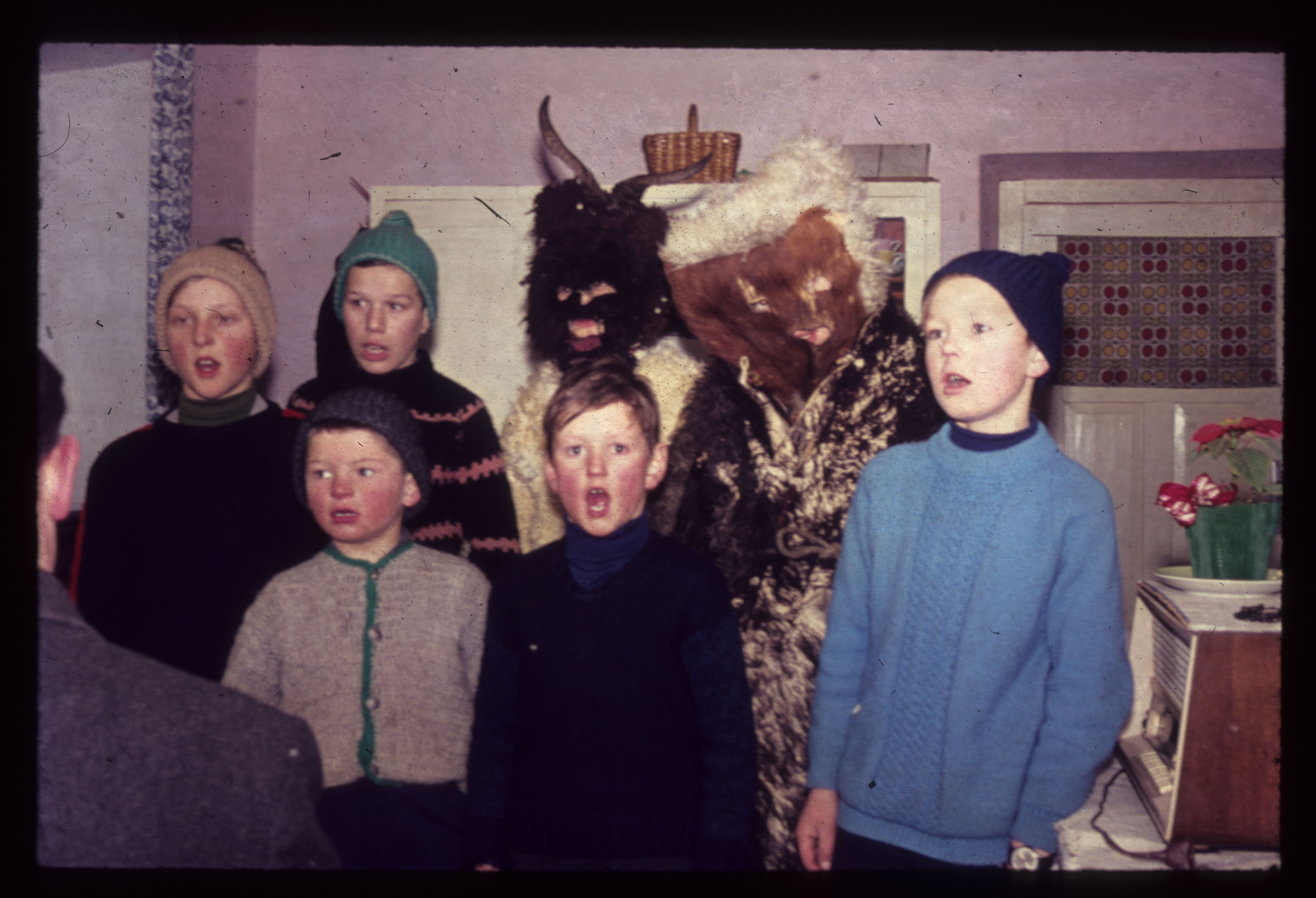
Zangers, 6 januari 1969
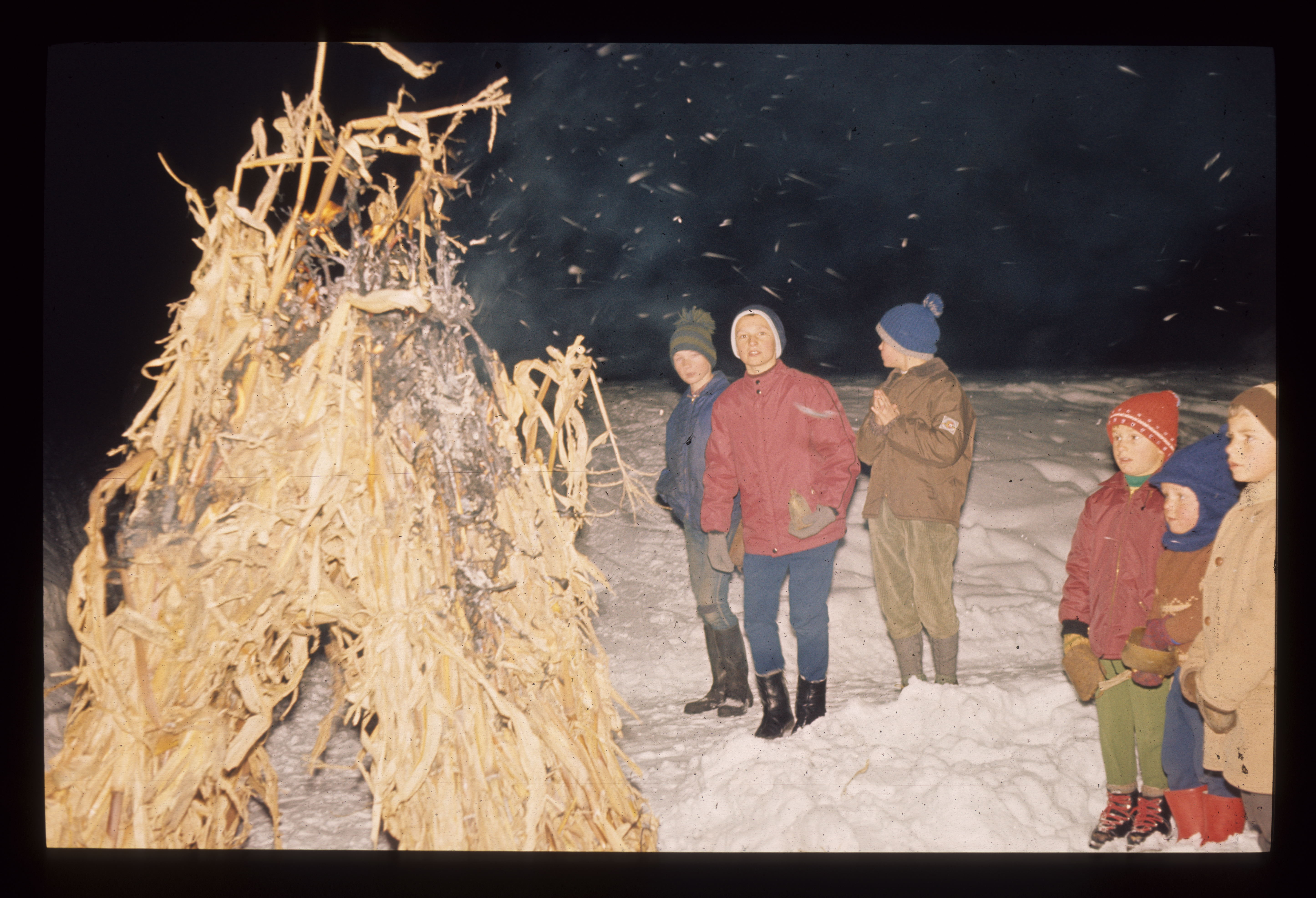
Kinderen bidden voor een brandende struik, 5 januari 1967

### Frankrijk

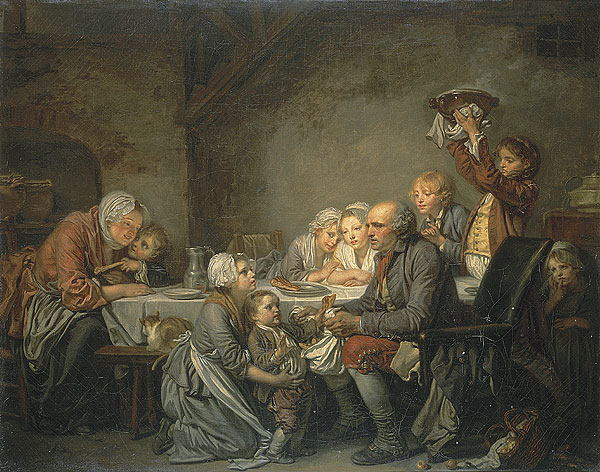
De koningentaart, Jean-Baptiste Greuze, 1774

In Frankrijk wordt de Koningentaart gegeten tijdens Driekoningen. Dit wordt afgebeeld op het schilderij De koningentaart van Jean-Baptiste Greuze.

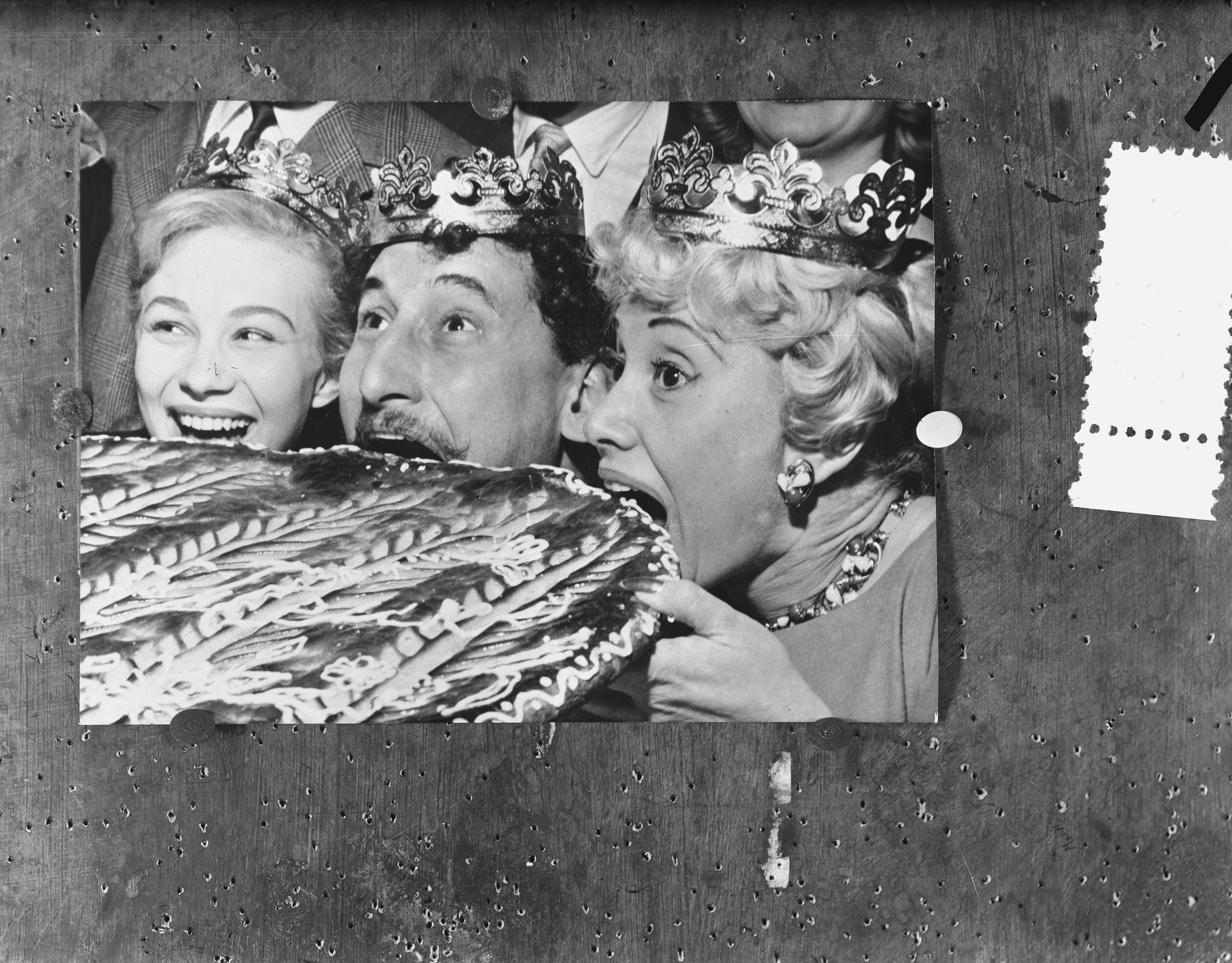
In Parijs wordt driekoningen gevierd met een aanval op de driekoningentaart, 7 januari 1957

### Spanje

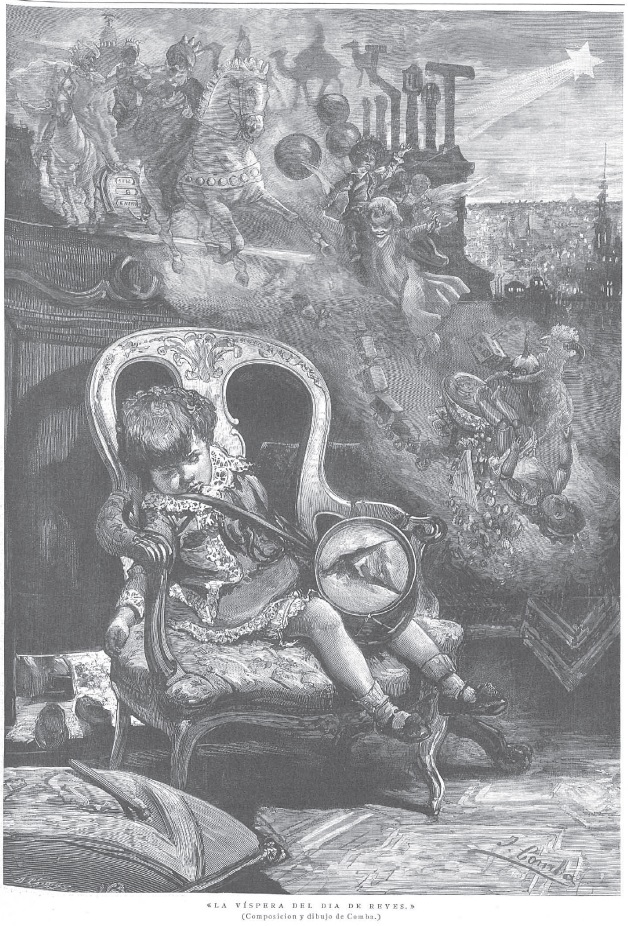
De driekoningen komen op paarden gevolgd door kamelen, ze brengen cadeautjes mee; La víspera del día de Reyes (1885, Juan Comba)

In Spanje worden met Driekoningen vaak cadeautjes gegeven, omdat op deze dag de Koningen ook cadeaus aan het kindje Jezus gaven. Bij volwassenen wordt dit vaak gecombineerd met een klein grapje in de vorm van een cadeautje. De dag ervoor wordt in bijna alle plaatsen een driekoningenoptocht georganiseerd, vergelijkbaar met de intocht van Sinterklaas in de Lage Landen. De scholen zijn die dag gesloten en de bakkers bakken een speciaal gebak in de vorm van een "o" (de roscón de Reyes of rosca de Reyes, de ring van de Koningen).
In Cantabrië vergezelt Esteru de drie koningen. Deze man is het hele jaar door toegewijd aan het kappen van hout, behalve met Kerstmis. In die tijd maakt hij het gedroomde speelgoed voor kinderen. Samenvallend met de beroemde Driekoningendag komt deze houthakker uit het bos naar de huizen om zijn prachtige geschenken achter te laten voor alle kleintjes. Hij wordt vergezeld door 'el burru' (de ezel).

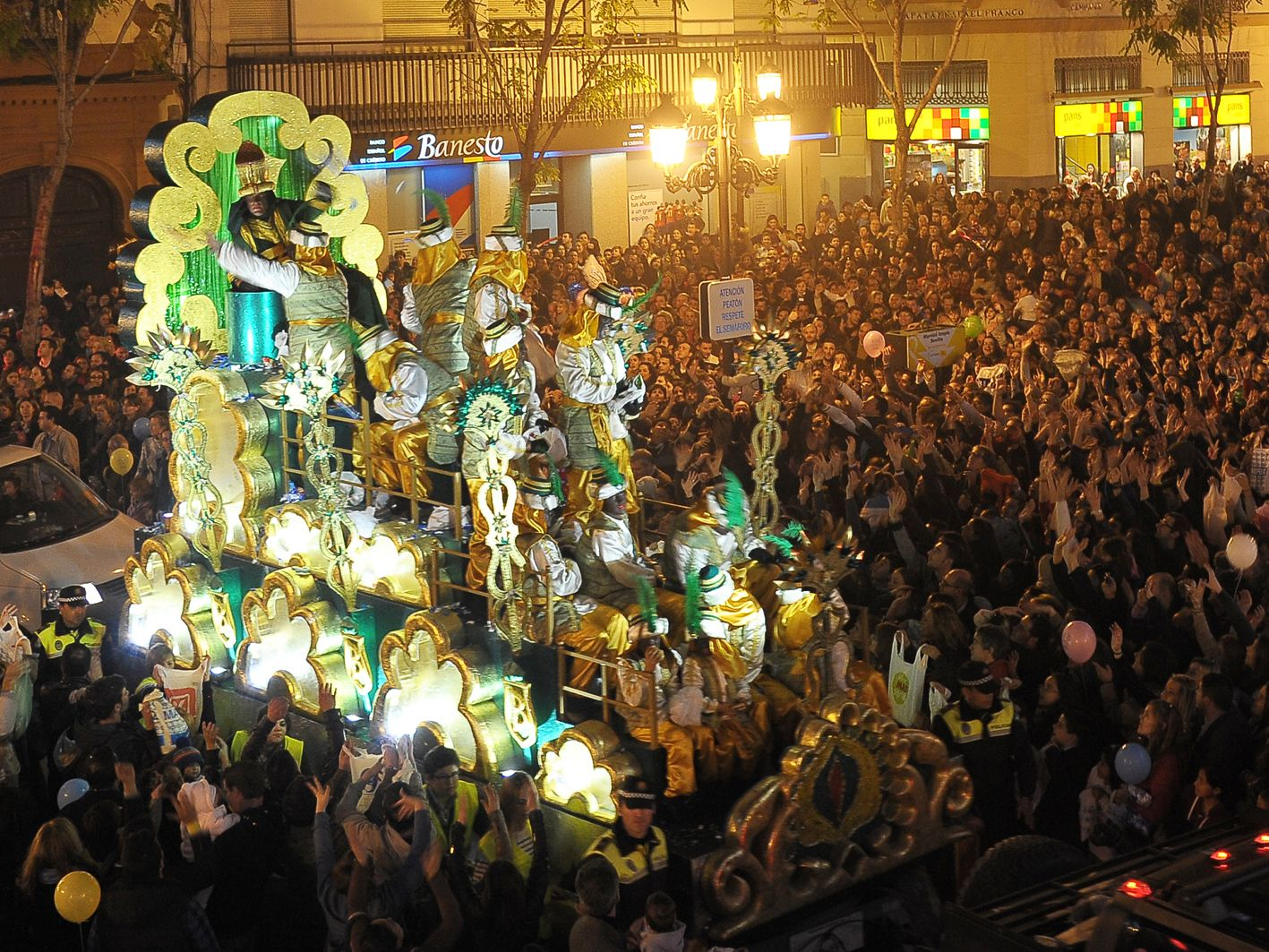
Caspar tijdens de intocht van de drie koningen in Sevilla
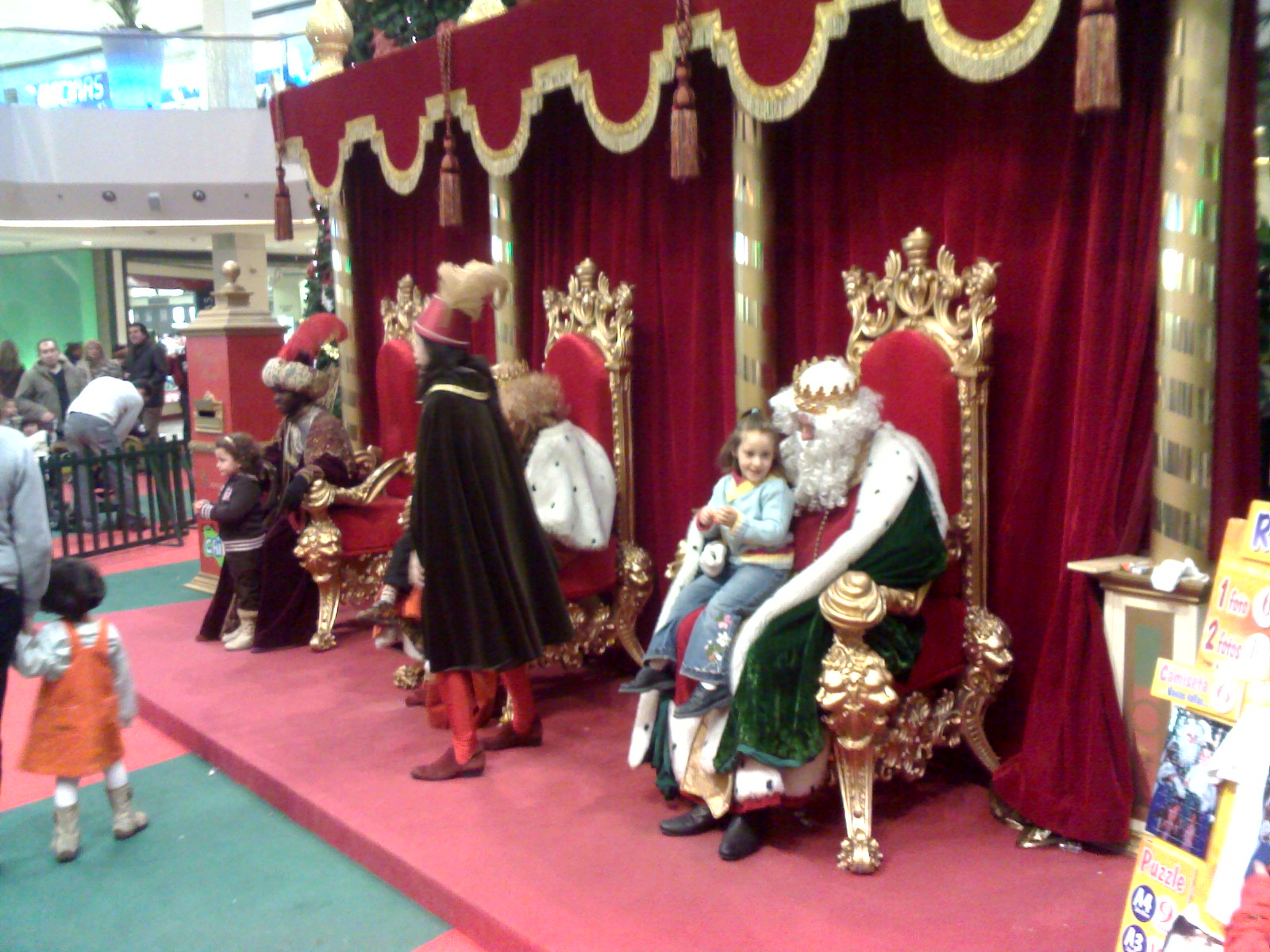
Viering van Driekoningen in Spanje
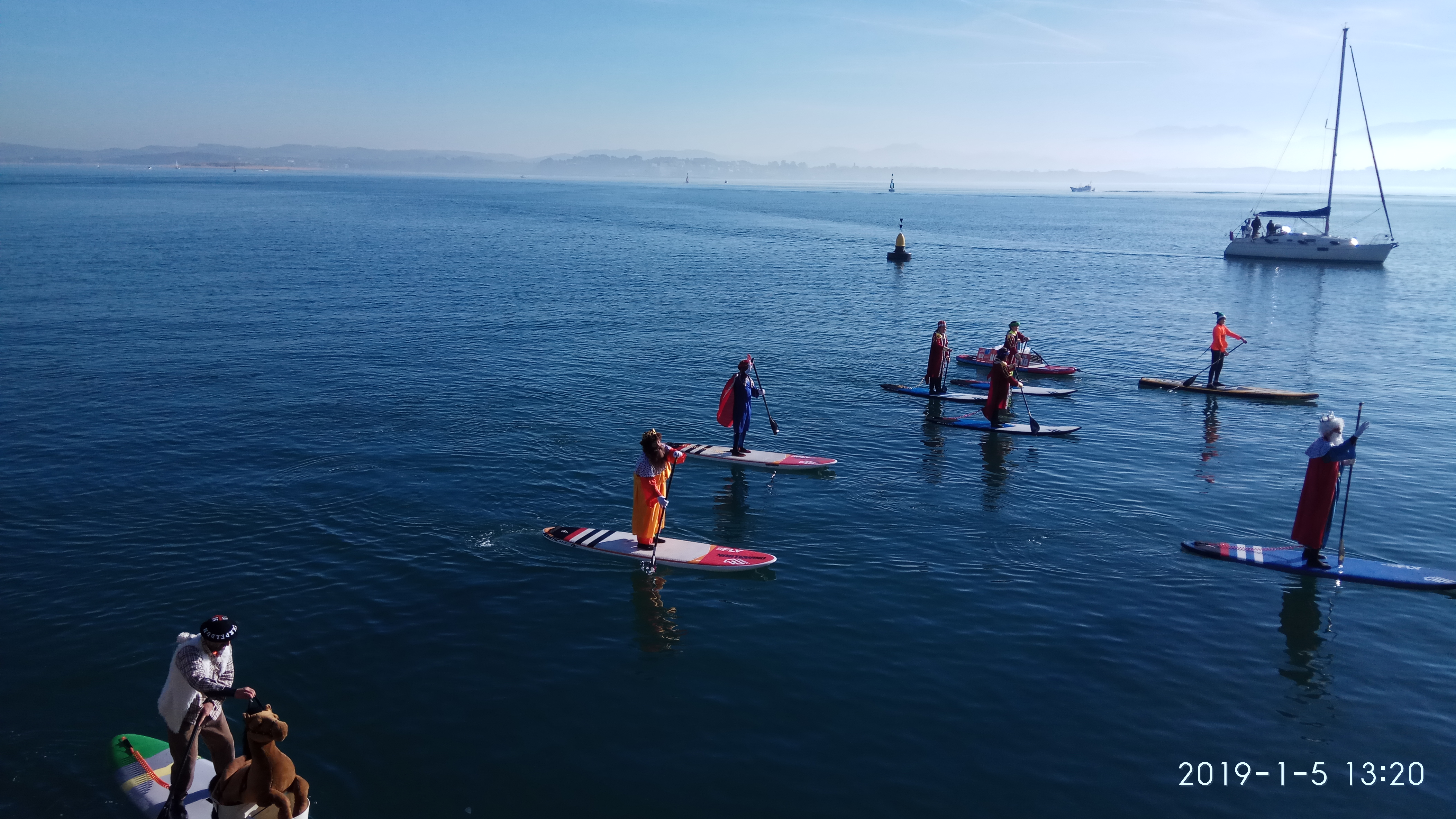
Esteru, ezel en de drie wijzen gaan de baai van Santander binnen, 5 januari 2019
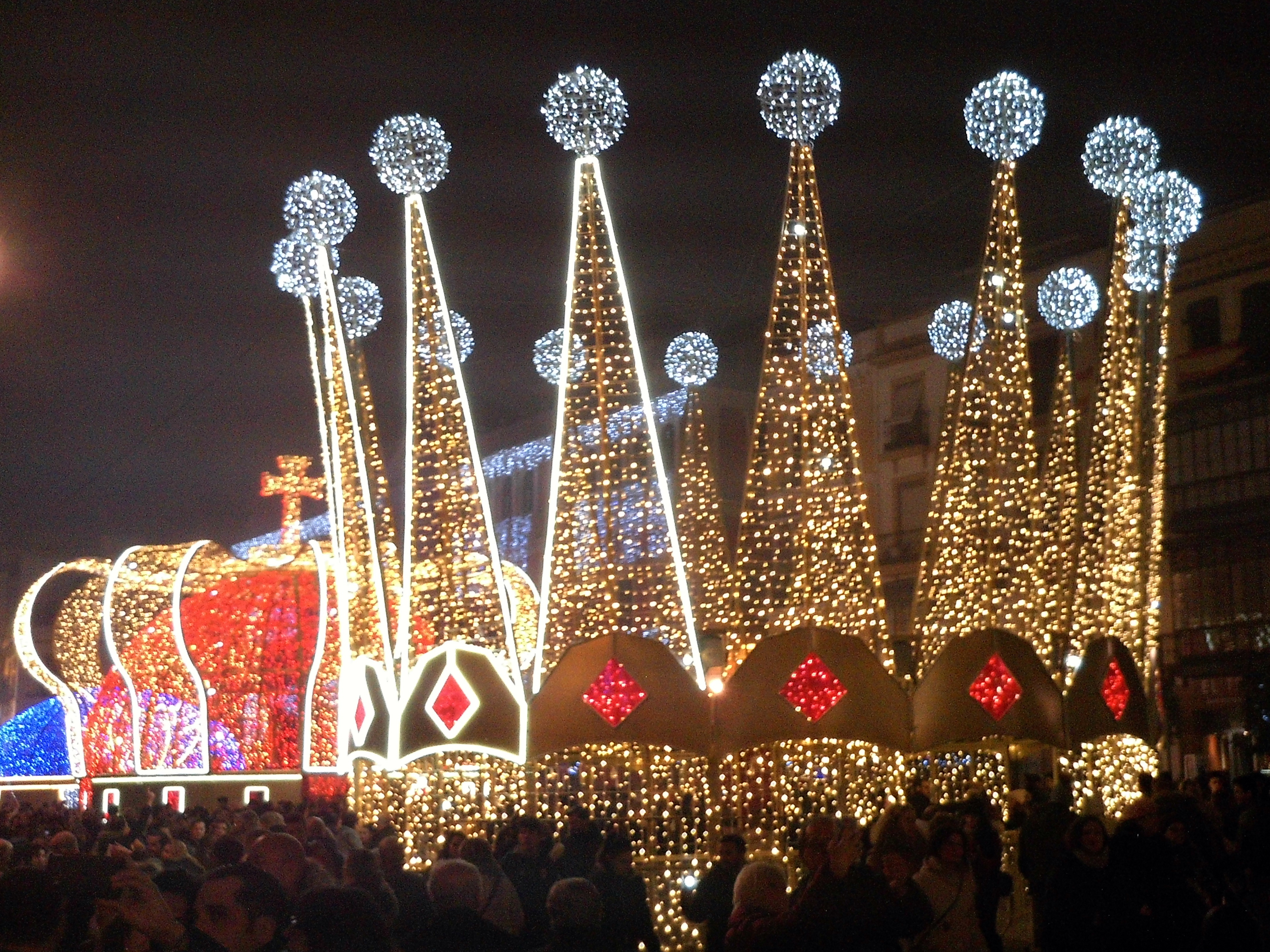
Viering van Driekoningen in Sevilla

## (Weer)spreuken
- Met Driekoningen lengt de dag zoveel een geitje springen mag.
- Zet met Driekoningen ramen en deuren open, want wind met Driekoningen brengt zegen.
- Als het op Dertiendag (13e dag na kerst = Driekoningen) vriest, vriest het zes/dertien weken lang.
- Als Driekoningen is in het land, komt de vorst in 't vaderland.
- Met Driekoningen lengen de dagen zich een haneschreeuw. Bedoeld wordt de duur van de kraai van een haan.
- Op Driekoningen zijn de dagen gelengd, gelijk een ruiter op z'n peerd sprengt.

## Driekoningen in de beeldende kunst
Het vieren van Driekoningen op Dertiendag of Dertienavond was een thema dat vooral in de 17e-eeuwse genreschilderkunst populair was. Voor de Nederlanden heeft Anke van Wagenberg-ter Hoeven 87 werken geïnventariseerd, vooral gemaakt in Antwerpen, Haarlem en Rotterdam. Er zijn tien schilderijen bewaard van Jacques Jordaens (traditioneel getiteld De koning drinkt), negen van Jan Miense Molenaer en vijftien van Jan Steen. Het archetype was een verloren paneel van Marten van Cleve uit de jaren 1570, dat bekend is uit een prent en uit een kopie door Pieter Brueghel de Jonge. Waar de kunstenaars aanvankelijk het rollenspel met de nepkoning en zijn hofhouding in beeld brachten, verschoof de aandacht vanaf ongeveer 1630 naar het sterrenzingen.
- De koning drinkt (1635) van David Teniers de Jonge
- De koning drinkt (ca. 1638-1640) van Jacques Jordaens
- De koning drinkt (ca. 1640) van Jacques Jordaens
- De koning drinkt (ca. 1635-1655) van Jacques Jordaens
- De koning drinkt (ca. 1640-1645) van Jacques Jordaens
- Het Driekoningenfeest (1662), schilderij van Jan Steen

Daarnaast bestaan er in de religieuze kunst talloze afbeeldingen van de Aanbidding der Wijzen:
- Driekoningenschrijn (1181-1230) in Keulen van Nicolaas van Verdun
- Driekoningenportaal (rond 1400) van de Sint-Martinusbasiliek in Halle
- Driekoningenretabel (1505) in Freiburg van Hans Weiditz
- Driekoningenkerk (1909-1911) in Neuss

## Driekoningen in de literatuur
- Driekoningenavond (1899), toneelstuk van Cyriel Buysse
- Driekoningentryptiek (1923), verhalen van Felix Timmermans
- En waar de sterre bleef stille staan (1925), kerstspel van Felix Timmermans en Eduard Veterman

## Driekoningen in de muziek
Driekoningenliederen of Sterrenliederen zijn al bekend vanaf de Middeleeuwen:
- 't Was op een Driekoningenavond (Maria Magdalenalied), ook wel gezongen bij het aardappelrooien in Groningen[14]
- Drie Koningen Vreught (17e eeuw; dranklied)
- Kaarsjesspringlied (17e eeuw of nog wat eerder)[15]
- Driekoningen-bedelliedje (tot ver in de 20e eeuw, Brabant).

Sie werden aus Saba alle kommen is een cantate nr. 65 van Johann Sebastian Bach geschreven voor het feest van Driekoningen.